# Ruta Nacional 40 (Argentina)
La Ruta Nacional 40 «Libertador General Don José de San Martín» es una carretera de Argentina cuyo recorrido se extiende desde el cabo Vírgenes, provincia de Santa Cruz, hasta el límite con Bolivia en la ciudad de La Quiaca, en provincia de Jujuy.
Esta ruta turística corre paralela a la cordillera de los Andes, incluyendo tramos cercanos o a través de varios parques nacionales. Es la más larga del país, atravesándolo de sur a norte, y recorre varias de las regiones turísticas y los atractivos más importantes de su territorio. La ruta recorre 5224 km: comienza en Santa Cruz, atraviesa 21 parques nacionales, 18 importantes ríos, conecta 27 pasos cordilleranos y trepa (en el km 4601) a casi 5000 m s. n. m. en el abra del Acay en Salta, convirtiéndola en la ruta más alta de América, y también la más alta del mundo fuera de los Himalayas. Por su kilometraje, es la ruta más larga de América y una de las más extensas del mundo. 
En el sentido en que lo es la Ruta 66 para los Estados Unidos, la ruta 40 se configura de algún modo como un emblema de Argentina. Cruza once provincias: Santa Cruz, Chubut, Río Negro, Neuquén, Mendoza, San Juan, La Rioja, Catamarca, Tucumán, Salta y Jujuy. A través de ella se puede acceder a El Calafate, cerca del glaciar Perito Moreno, Esquel, Epuyén, El Hoyo, Lago Puelo, El Bolsón, Bariloche, Villa La Angostura, San Martín de los Andes, Junín de los Andes, Chos Malal, Malargüe, la Ruta del Vino en las provincias de Mendoza y San Juan, yacimientos de fósiles de dinosaurios en la Provincia de San Juan, aguas termales y Ruinas de El Shincal en Catamarca, las Ruinas de Quilmes, los Valles Calchaquíes, los viñedos más altos del mundo en Cafayate junto a la Ruta del vino de Salta, el viaducto La Polvorilla que es cruzado por el famoso Tren a las Nubes y la Puna.
En la ruta se habían hecho pocas obras de pavimentación hasta que ésta recibió un impulso en el año 2004 en su condición de destacado producto turístico nacional, lo que permitió asignarle fondos para su reforma y acondicionamiento. En 2006 la ruta estaba pavimentada en un 48 %, especialmente gracias a las obras ejecutadas en Santa Cruz y a los cambios efectuados en el recorrido, que aprovecharon rutas ya asfaltadas próximas a la cordillera andina.
Desde que se comenzó a construir en 1935 la ruta cambió varias veces de recorrido. El 24 de noviembre de 2004 la Dirección Nacional de Vialidad dictó la Resolución 1748/04, que cambió los mojones kilométricos para poner el cero en el extremo sur del recorrido, en cabo Vírgenes. Como no hay camino construido entre cabo Vírgenes y punta Loyola (el final de la antigua traza) la ruta comienza en el km 100. Hasta ese momento la carretera estaba dividida en Ruta 40 Sur y Ruta 40 Norte, estando originalmente el kilómetro cero en la intersección de la avenida San Martín y la calle Garibaldi en la ciudad de Mendoza. Luego se trasladó a la intersección del Acceso Este (RN 7) y la Av. Gob. Ricardo Videla (o también Avenida Costanera) de la misma ciudad.
El 20 de mayo de 2005 la Dirección Nacional de Vialidad y su par jujeña firmaron un convenio por el que se traspasan tramos de las rutas provinciales 85, 70, 74, 7, 64, 65 y 5 a la Nación para construir el llamado «corredor minero», que se convertía así en el nuevo recorrido de la Ruta Nacional 40 más hacia el oeste de la provincia. Dicho convenio fue refrendado por Ley Provincial 5520. El nuevo trazado causó diferencias entre las provincias de Salta y Jujuy, por lo que la obra de pavimentación estuvo detenida hasta que se determinó el recorrido definitivo.

## Extensión
La ruta nacional 40 tiene una extensión de 5117 km. Los mismos se distribuyen a lo largo de 11 provincias de la siguiente manera:
| Provincia  | Extensión | Desde - Hasta (km) | Sin asfaltar (km)                                                        |
| ---------- | --------- | ------------------ | ------------------------------------------------------------------------ |
| Santa Cruz | 1324      | 0-1325             | 424, entre los cuales se encuentra el tramo denominado "Los 73 malditos" |
| Chubut     | 619       | 1325-1911          |                                                                          |
| Río Negro  | 148       | 1911-2056          |                                                                          |
| Neuquén    | 684       | 2056-2740          |                                                                          |
| Mendoza    | 638       | 2740-3378          | 110                                                                      |
| San Juan   | 333       | 3378-3711          |                                                                          |
| La Rioja   | 293       | 3711 al 4004       |                                                                          |
| Catamarca  | 275       | 4004 al 4279       |                                                                          |
| Tucumán    | 37        | 4279 al 4316       |                                                                          |
| Salta      | 356       | 4316 al 4672       | 340 (solo tiene asfaltado una parte en Payogasta)                        |
| Jujuy      | 552       | 4672 al 5224       | 552 desde Santa Catalina a La Quiaca no hay asfalto)                     |

De los 5194 kilómetros de la ruta 40 a asfaltar, para 2014; 4069 km fueron terminados (~78%), con una inversión de más de 5000 millones de pesos.

## Recorrido
A continuación se describen las zonas donde discurre esta ruta de sur a norte. Luego de la descripción de cada provincia se enumeran las localidades de acuerdo a los departamentos que se encuentran. Los pueblos de 500 a 5000 habitantes figuran en itálica.

### Provincia de Santa Cruz

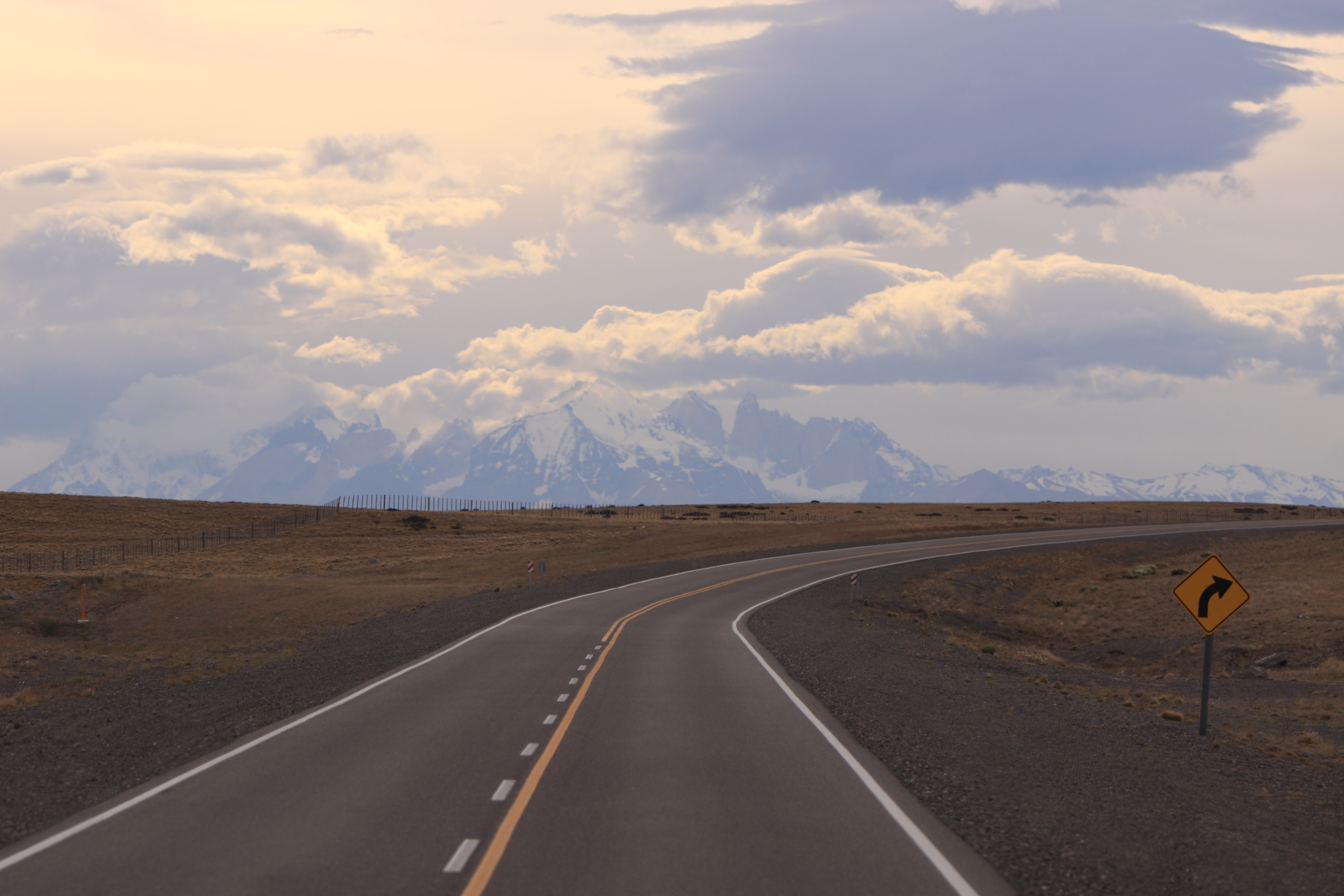
La Cordillera Paine, Chile, vista desde la ruta 40 en Santa Cruz, Argentina.

El camino comienza en el faro ubicado en el cabo Vírgenes en la costa de la provincia de Santa Cruz. Este cabo es el punto más sudoriental de la costa atlántica del área continental de América; el punto más austral de la Argentina es punta Dungeness unos kilómetros más al sur, que es también el límite noreste del Estrecho de Magallanes, y es compartido con la vecina República de Chile.
Luego de atravesar la capital provincial, Río Gallegos, en superposición con la RN 3 en un tramo de 35 km, se dirige hacia el oeste por el valle del río Gallegos hasta la ciudad minera de Río Turbio, y luego hacia el norte. Al llegar al lago Argentino pasa a 32 km de la ciudad turística de El Calafate, portal de entrada del parque nacional Los Glaciares, que incluye al glaciar Perito Moreno. Más al norte bordea otros lagos, como el lago Viedma y el lago Cardiel. Al llegar al paraje Bajo Caracoles hay un camino de tierra de 42 km denominado Ruta Provincial 97, que conduce a la Cueva de las Manos, que posee pinturas rupestres con una antigüedad cercana a los 10 000 años. Luego de cruzar el pueblo Perito Moreno, se llega al límite interprovincial con Chubut.

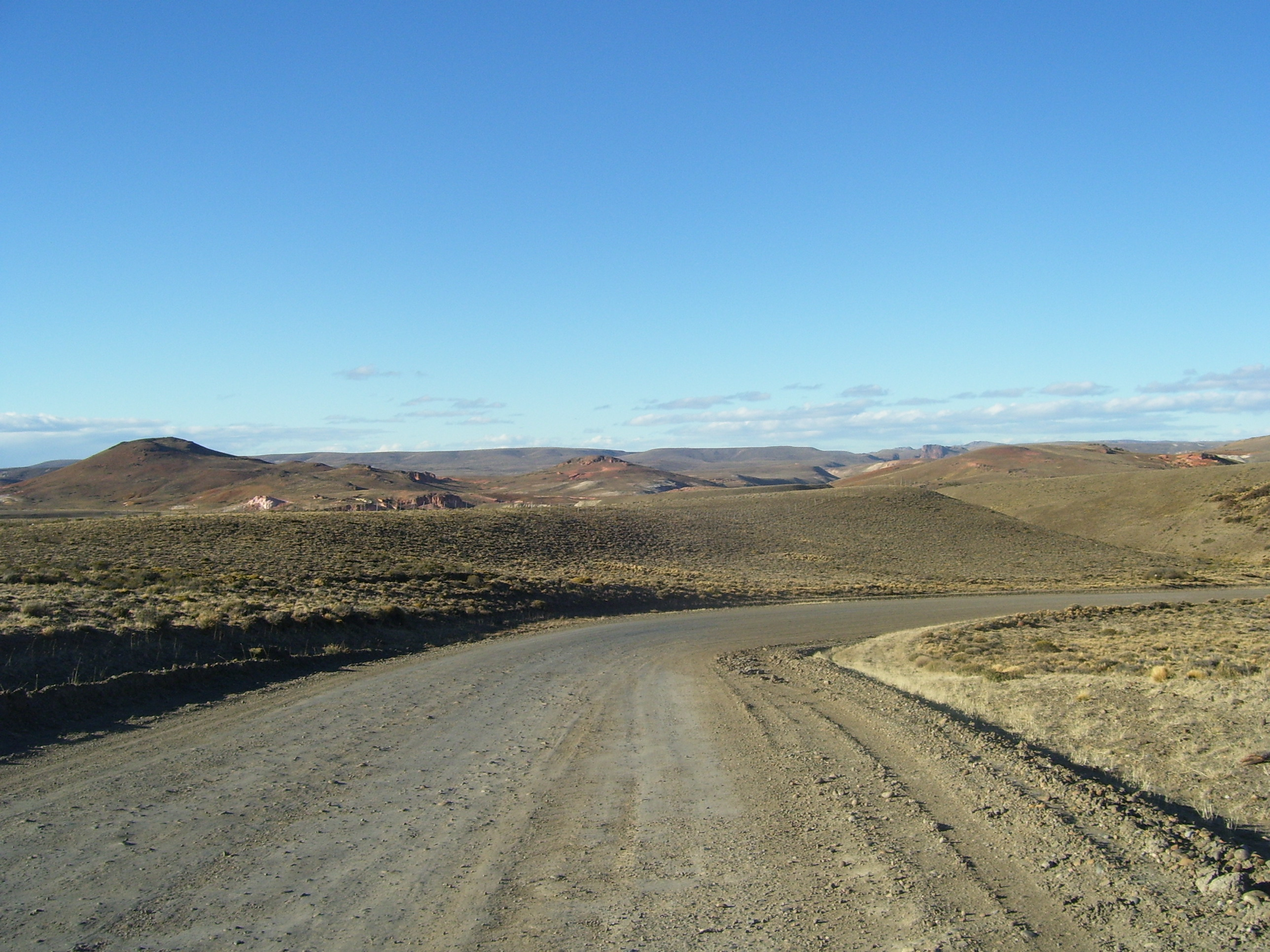
Vista de la Ruta, a unos 90 km al sur de Perito Moreno en la Provincia de Santa Cruz

Su recorrido es de 1325 km (del kilómetro 0 al 1325), desde 2003 a 2013 se han construido más de 900 kilómetros. En el curso del mismo se encuentran las siguientes localidades:
- Departamento Güer Aike: Punta Loyola (km 100), Río Gallegos (km 134-135), Rospentek Aike (km 376), Veintiocho de Noviembre (km 390) y Esperanza.
- Departamento Lago Argentino: acceso a El Calafate (km 594).
- Departamento Río Chico: acceso a Gobernador Gregores (km 891).
- Departamento Lago Buenos Aires: Perito Moreno (km 1251).

### Provincia del Chubut

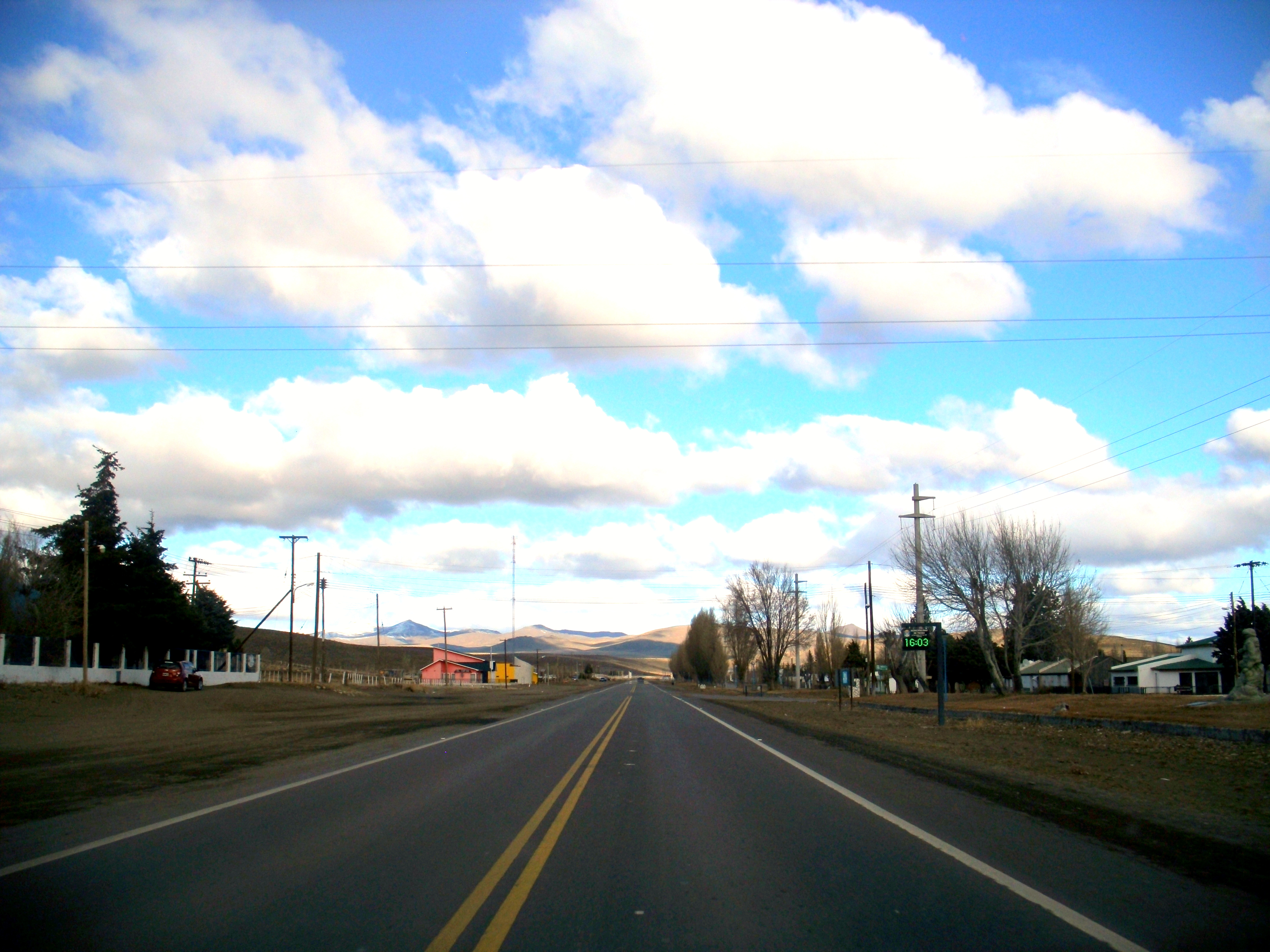
La ruta a su paso por Tecka

El camino discurre por el oeste de la provincia cruzando varias poblaciones, como Río Mayo, Gobernador Costa, Tecka, y se encuentra en las cercanías de la ciudad turística de Esquel, estación terminal del ferrocarril La Trochita y punto de entrada al parque nacional Los Alerces. Más al norte, casi en el límite con la provincia de Río Negro la ruta pasa a 5 km de Lago Puelo, junto al parque nacional Lago Puelo.
Recorrido: 586 km (del km 1325 al 1911).
- Departamento Río Senguer: Río Mayo (km 1362).
- Departamento Tehuelches: acceso a José de San Martín (km 1590) y Gobernador Costa (km 1594).
- Departamento Languiñeo: Tecka (km 1676).
- Departamento Futaleufú: acceso a Esquel (km 1763).
- Departamento Cushamen: acceso a Epuyén (km 1866), El Hoyo (km 1901), y acceso a Lago Puelo (km 1907).

### Provincia de Río Negro

Recorrido de la Ruta Nacional 40 en las provincias de Río Negro y Neuquén. El recorrido actual está marcado en rojo. En verde claro se indican las trazas antiguas junto con el año en que dejaron a pertenecer a la Ruta 40 y el número de ruta actual.

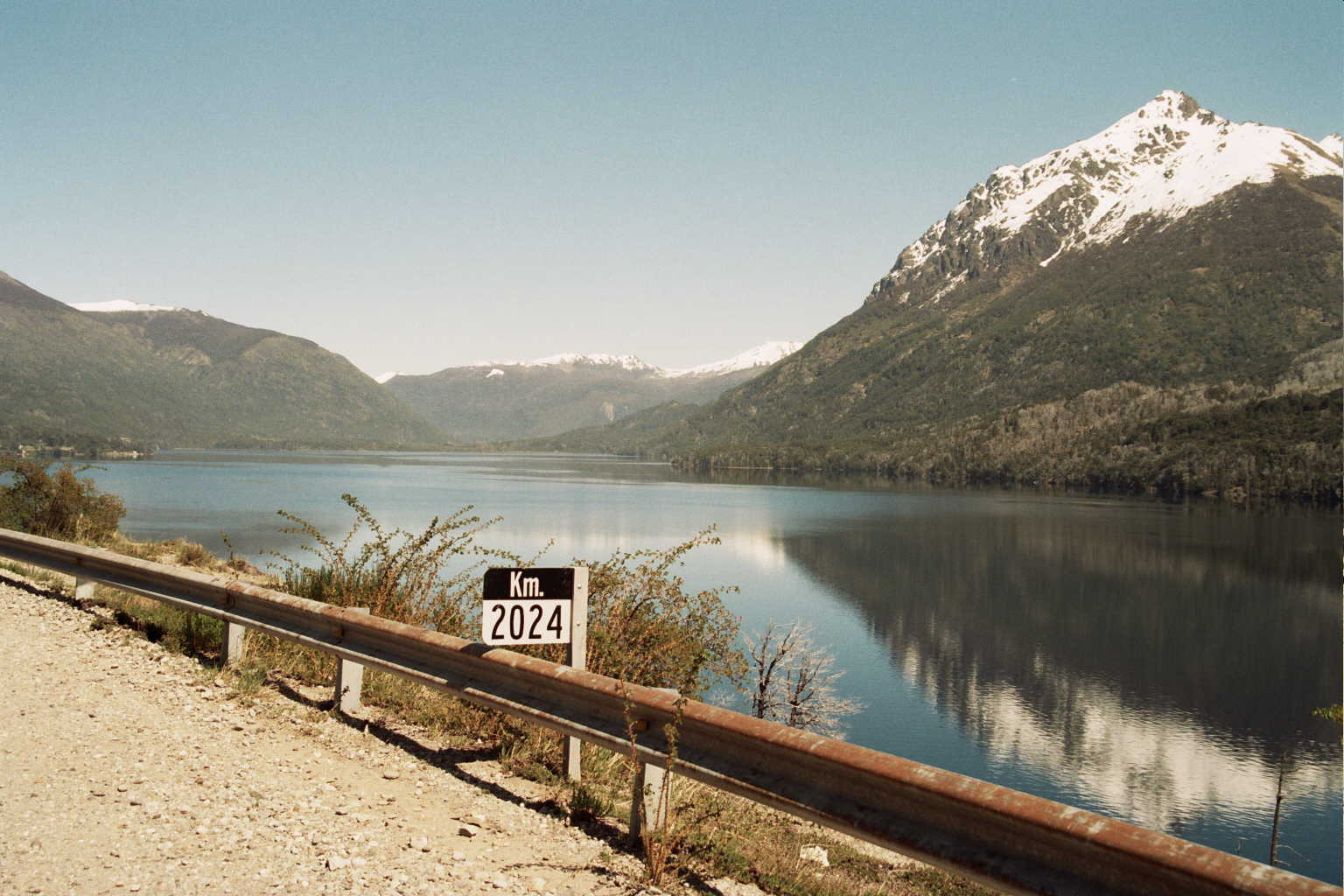
Ruta nacional 40 en su paso por el lago Gutiérrez

Con la cordillera de los Andes siempre visible, la carretera continúa hacia el norte pasando por las ciudades turísticas de El Bolsón y San Carlos de Bariloche. En la localidad de Río Villegas se encuentra la entrada meridional del parque nacional Nahuel Huapi. En Villa Mascardi se encuentra el acceso al Cerro Tronador. La ruta no ingresa a la ciudad de San Carlos de Bariloche, sino que discurre por una variante que fue construida en la década de 2000. La última población en esta provincia es Dina Huapi, en la orilla oriental del Lago Nahuel Huapi.
Recorrido: 145 km (del km 1911 al 2056).
- Departamento Bariloche: El Bolsón (km 1914-1916) y San Carlos de Bariloche (km 2031-2046).
- Departamento Pilcaniyeu: Dina Huapi (km 2054).

### Provincia del Neuquén

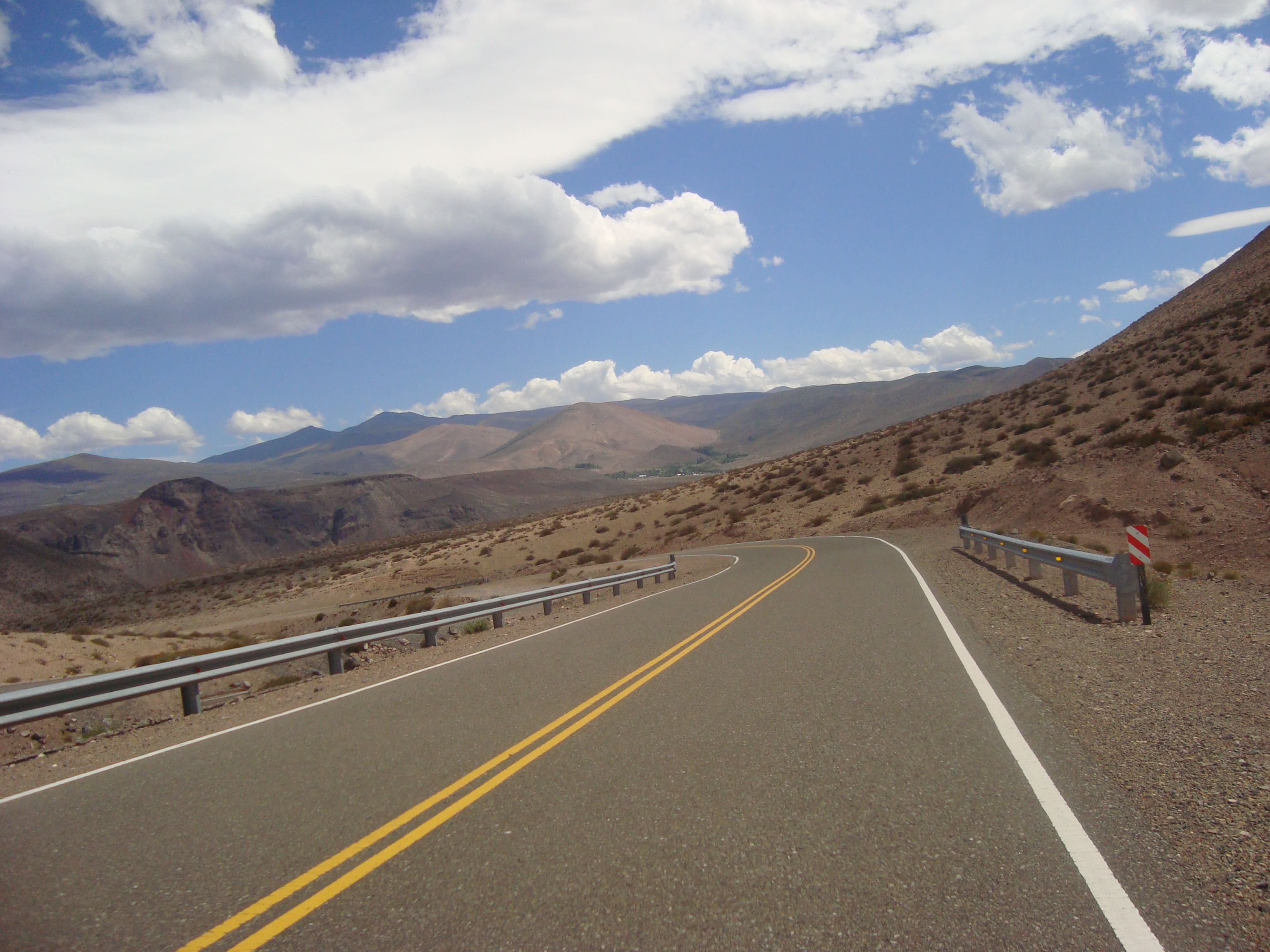
Ruta Nacional 40 al norte de la Provincia del Neuquén

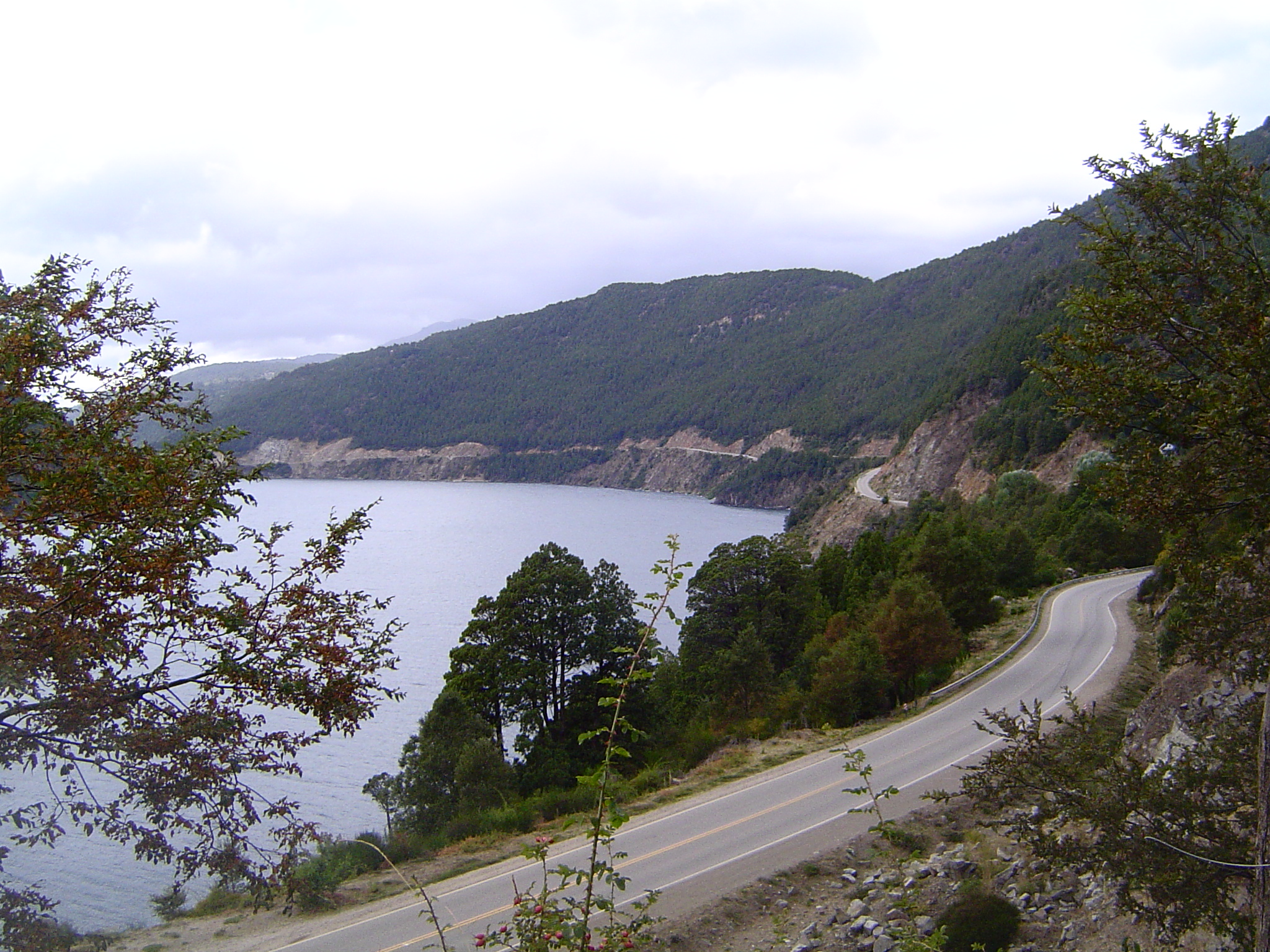
El Camino de los Siete Lagos es la denominación del tramo entre Villa La Angostura y San Martín de los Andes

Luego de cruzar el río Limay, la ruta sigue por la izquierda rumbo a Villa La Angostura, luego continua por el Camino de los Siete Lagos, ubicado en el parque nacional Lanín. La ruta continua por norte pasando por San Martín de los Andes y Junín de los Andes Más al norte se encuentra Zapala, punta de riel del Ferrocarril General Roca, Las Lajas y Chos Malal. En el pueblo de Barrancas se encuentra el río Colorado, límite natural con la provincia de Mendoza.
Recorrido: 684 km (del km 2056 al km 73 —antigua ruta 231—, del km 171 —antigua ruta 234— hasta el km 2248 y del km 2248 al km 2740).
- Departamento Los Lagos: Villa La Angostura (km 64 (ex Ruta 231)).
- Departamento Lácar: San Martín de los Andes (km 73-71 (ex Ruta 234)).
- Departamento Huiliches: Junín de los Andes (km 31-30 (ex Ruta 234)).
- Departamento Collón Curá: no hay poblaciones.
- Departamento Catán Lil: no hay poblaciones.
- Departamento Zapala: Zapala (km 2400).
- Departamento Picunches: Las Lajas (km 2455).
- Departamento Loncopué: Chorriaca (km 2543).
- Departamento Ñorquín: Naunauco (km 2581).
- Departamento Chos Malal: Chos Malal (km 2613-2616).
- Departamento Pehuenches: Buta Ranquil (km 2701) y Barrancas (km 2736).

### Provincia de Mendoza

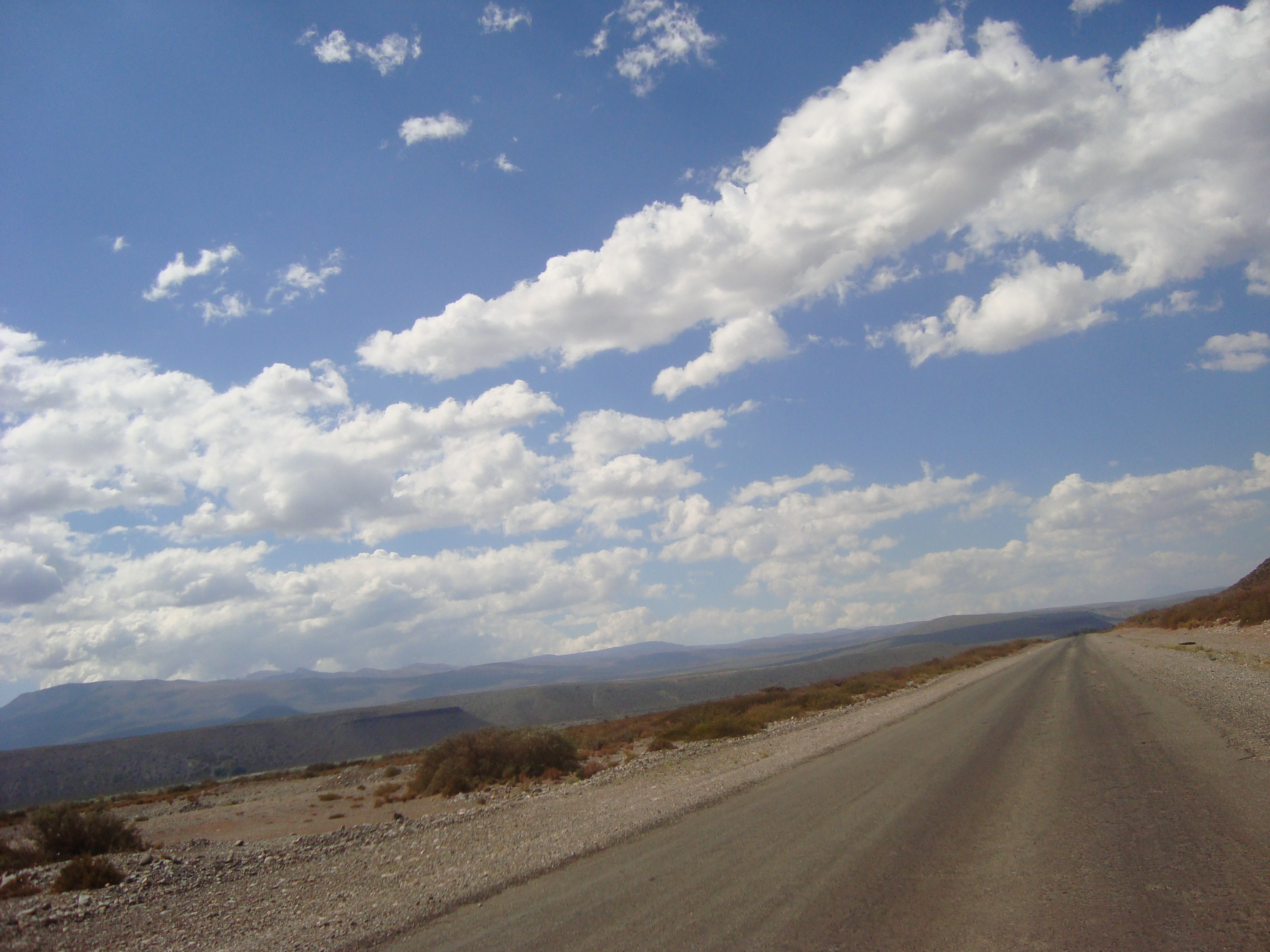
Ruta nacional 40 al sur de Malargüe, Provincia de Mendoza

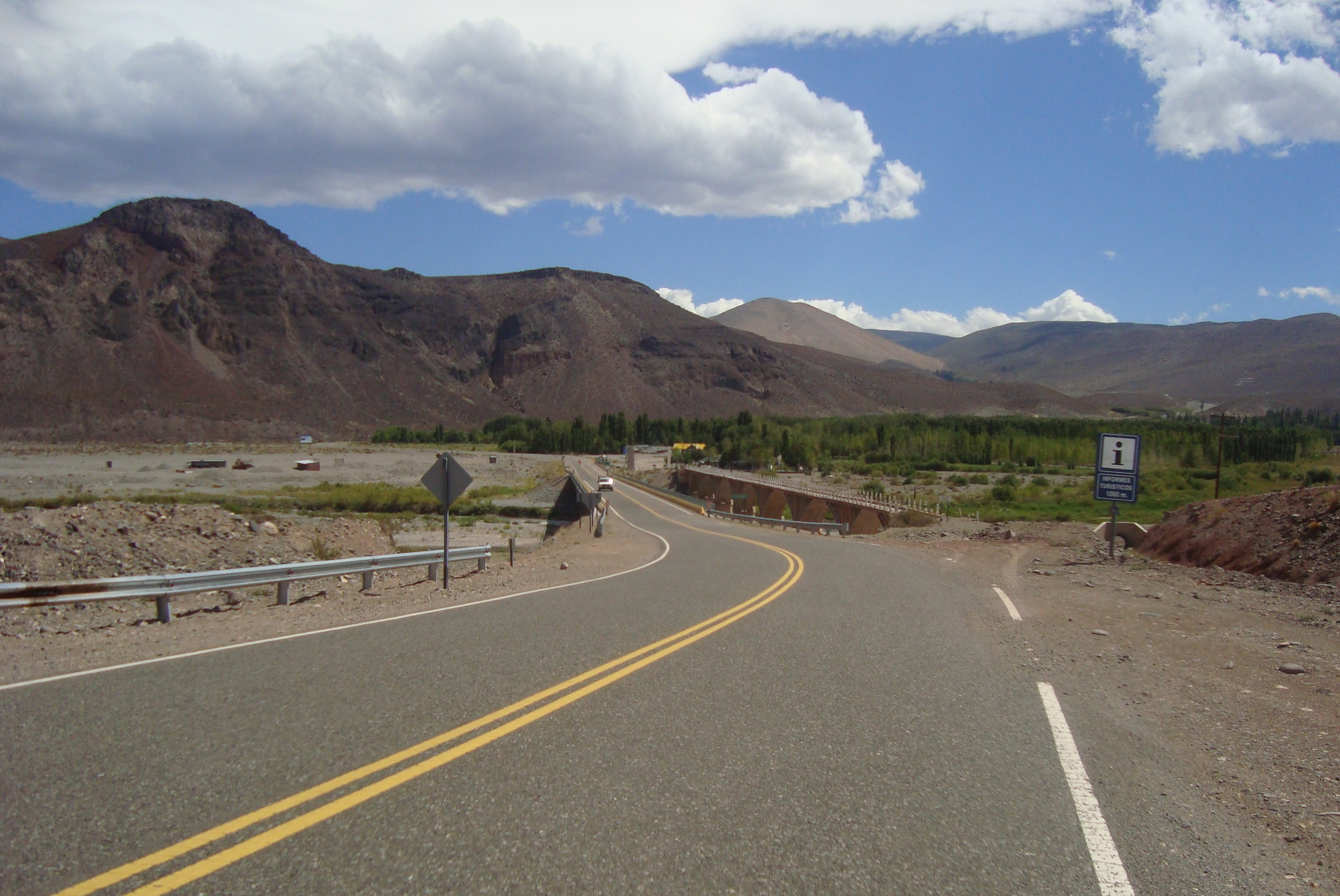
Ruta nacional 40 en Mendoza, a metros del río Colorado y de Neuquén.

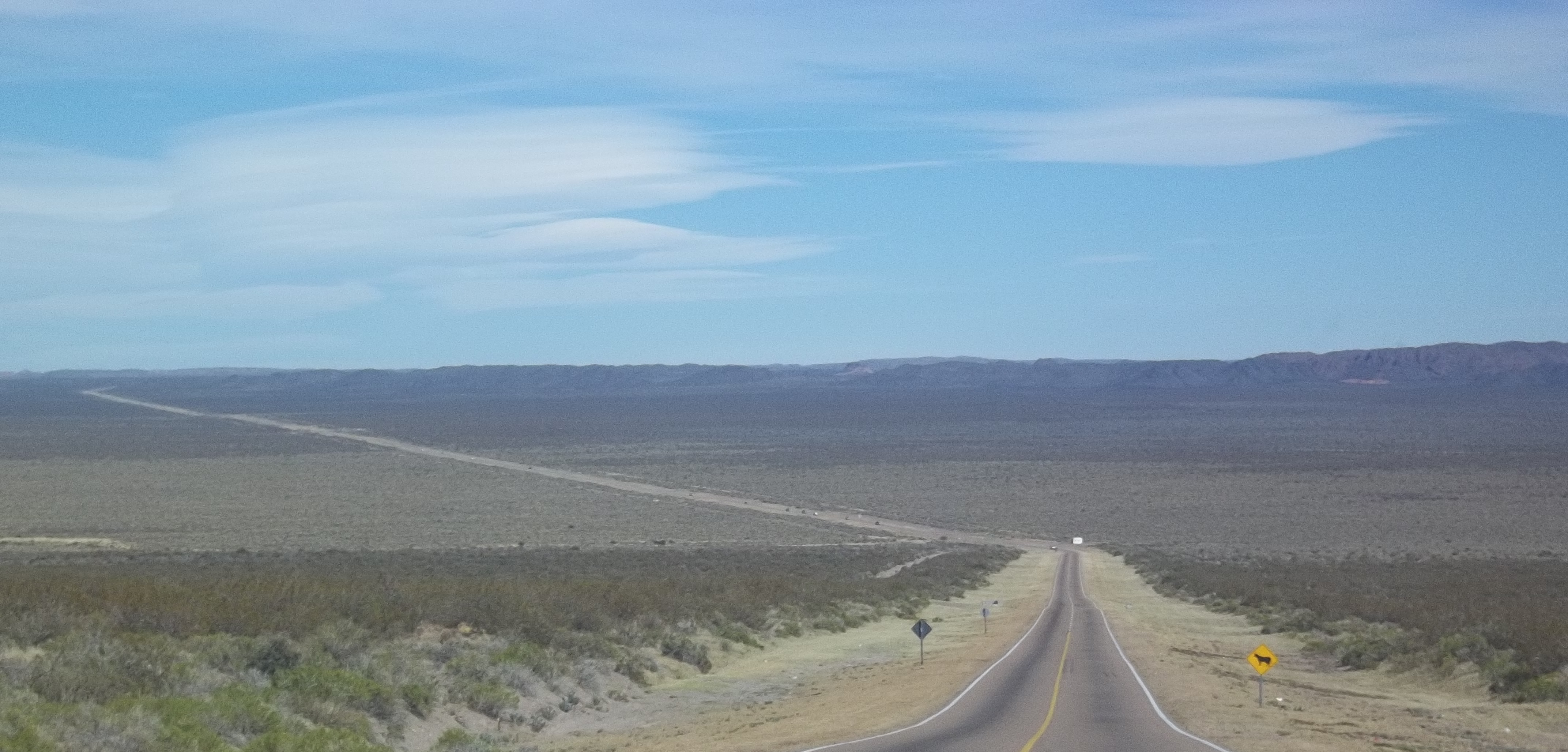
Ruta Nacional 40 en las cercanías de la intersección con la Ruta Nacional 143, que se dirige hacia San Rafael.

El camino circula por regiones secas, excepto donde a través del riego se puede obtener cultivo intensivo, generalmente de vid, de donde se obtiene el vino. En las cercanías de Bardas Blancas se encuentra el bosque petrificado Llano Blanco y la Caverna de las Brujas, con 5 km de galerías subterráneas. Luego de trasponer la Cuesta del Chihuido el camino pasa por Malargüe y el acceso al centro de esquí Las Leñas (ruta provincial 222). Más adelante pasa por las cercanías del embalse El Nihuil, punto de partida del cañón del Atuel, formación natural donde el río Atuel corre encajonado. Más al norte la ruta ingresa al Valle de Uco a través de San Carlos y Tunuyán, siguiendo por las ciudades del Gran Mendoza: Luján de Cuyo, Godoy Cruz, Mendoza (donde el antiguo kilómetro 0 actualmente tiene el indicador de km 3295) y Las Heras. En esta aglomeración urbana la ruta nacional 40 es autopista en el tramo comprendido entre las localidades de Ugarteche y la de Las Heras a la altura del km 3306, frente al Aeropuerto Internacional El Plumerillo.
Recorrido: 638 km (del km 2740 al 3378).

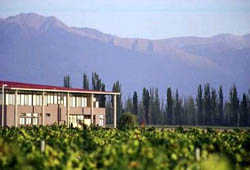
Una de las tantas bodegas ubicadas sobre la «Ruta del Vino» en Agrelo, provincia de Mendoza.

- Departamento Malargüe: Ranquil del Norte (km 2762), Bardas Blancas (km 2884), Malargüe (km 2946-2950) y Coihueco Norte (km 2988).
- Departamento San Rafael: El Sosneado (km 2998).
- Departamento San Carlos: Pareditas (km 3174), Chilecito (km 3182) y Eugenio Bustos (km 3195).
- Departamento Tunuyán: Tunuyán (km 3215-3217).
- Departamento Tupungato: Zapata (km 3224).
- Departamento Luján de Cuyo: Ugarteche (km 3262), Agrelo (km 3271), Perdriel (km 3274) y Luján de Cuyo (km 3280). Hasta tanto se construya la anunciada variante de la RN 7 entre Palmira y Agrelo, la traza de la ruta nacional 7 se superpone con la de la RN 40 teniendo el extremo sur en el empalme del km 3272, a lo largo de 24 km de extensión.
- Departamento Godoy Cruz: Godoy Cruz (km 3292).
- Departamento Capital: ciudad de Mendoza (km 3297-3300, margen oeste del canal Cacique Guaymallén)
- Departamento Guaymallén: Dorrego (km 3292-3295), San José (km 3297-3299 margen este del Canal Cacique Guaymallén), Pedro Molina (km 3299, margen este del Canal Cacique Guaymallén) y Bermejo (km 3301). La superposición con la traza de la Ruta Nacional 7 tiene el extremo norte en el km 3296 frente al monumento del Cóndor, en San José.
- Departamento Las Heras: Las Heras (km 3303)
- Departamento Lavalle: Jocolí Viejo (km 3323) y Jocolí (km 3337).

### Provincia de San Juan
La ruta circula al este de la precordillera de San Juan, que es un sistema montañoso en sentido norte a sur. La primera ciudad en atravesar es Media Agua, donde se encuentra una de las únicas reliquias de San Antonio de Padua en el país. El camino continúa hacia la Ciudad de San Juan como autopista de cuatro carriles en total, donde se observa un paisaje netamente cultivado por vid, olivos y frutales. Es aquí donde la ruta se la integra en la denominada «Ruta del Vino», en el departamento Pocito con la presencia de prestigiosas bodegas, donde es posible degustar los mejores vinos sanjuaninos.
Luego continúa por el aglomerado urbano del Gran San Juan, donde es autopista, con el nombre de «acceso sur» en el Departamento Rawson, donde posee en total cuatro carriles separado por un cauce pluvial en el centro con numerosos cruces elevados, rodeado por un paisaje netamente poblado, logrando tener una vista de todas las serranías que rodean al Valle del Tulúm.
Luego de cruzar la autopista orbital conocida como avenida de Circunvalación, se convierte en una de las principales avenidas del centro de la ciudad de San Juan, en la denominada Avenida Rawson, embellecida por su frondosa arboleda, como lo son todas las calles de esta ciudad.
Hacia el norte luego de salir del centro de la ciudad, se convierte nuevamente en autopista, recibiendo la denominación de "acceso norte", atravesando el departamento Chimbas.
Al norte del Gran San Juan el camino atraviesa el río San Juan, para llegar a la ciudad de General San Martín, en Albardón, dotada con varios servicios —es la última localidad que atraviesa la ruta en el Valle del Tulúm—, para luego encontrarse con un paisaje sin asentamientos, de serranías y muy desértico.
Después de recorrer más de 100 km, donde se transita por un espacio desértico, atravesando parajes como Talacasto, Matías Sánchez y Adán Quiroga que fueron viejas estaciones del Ramal A7 del Ferrocarril Belgrano que unía San Juan con San José de Jáchal, el camino ingresa en el Valle de Jáchal, ubicado en el departamento del mismo nombre. La primera localidad en atravesar es Niquivil, para luego solaparse con la Ruta Nacional 150, cruzar el río Jáchal, y así llegar a la localidad de Huaco, caracterizada por la presencia de históricos molinos harineros del siglo XIX, declarados Monumento Histórico Nacional en el año 2000, y se observa un paisaje agrícola.
Luego de pasar por esta localidad el camino pasa por paisajes montañosos y por importantes explotaciones mineras hasta el límite con la provincia de La Rioja.

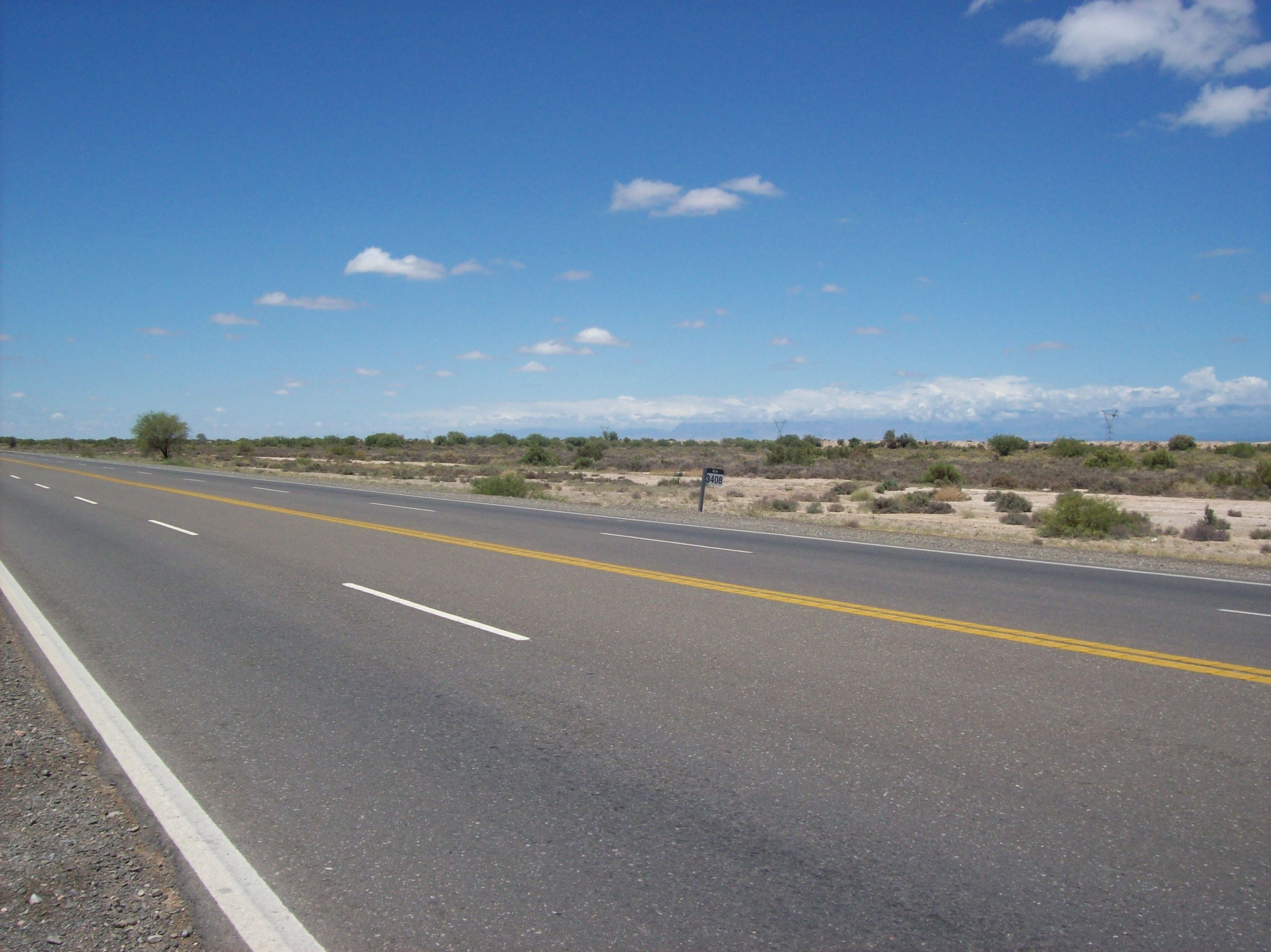
Multitrocha pocos kilómetros al sur de Media Agua. Se puede apreciar que los dos sentidos de circulación vehicular no poseen separación física.

Recorrido: 333 km (del km 3378 al 3711).
- Departamento Sarmiento: Media Agua (km 3410).
- Departamento Pocito: Carpintería (km 3428) y Villa Nacusi (km 3457).
- Departamento Rawson: Villa Krause (km 3460).
- Departamento Capital: San Juan (km 3461-3465).
- Departamento Chimbas: Villa Paula Albarracín de Sarmiento (km 3467).
- Departamento Albardón: General San Martín (km 3473-3476).
- Departamento Ullum: Talacasto (km 3519).
- Departamento Jáchal: Niquivil (km 3596), acceso a San José de Jáchal (km 3609) y Huaco (km 3649).

### Provincia de La Rioja
Luego de circular encajonado entre la Sierra de Maíz y los Cerros Colorados, la ruta llega a Villa Unión, donde se encuentra el empalme con la ruta nacional 76 que hacia el sur conduce al parque nacional Talampaya. Más adelante se encuentra la Cuesta de Miranda, en la sierra de Sañogasta, con lo que se accede a Nonogasta y luego a Chilecito. Finalmente la ruta circula por un valle entre la sierra de Famatina (al oeste) y la sierra de Velasco (al este). En 2014 la entonces presidenta inauguró la denominada "Cuesta de Miranda" que incluyó la pavimentación del camino, la construcción de muros de sostenimiento para garantizar la seguridad vehicular, ampliándose otros 19 km.
Recorrido: 293 km (del km 3711 al 4004).
- Departamento Coronel Felipe Varela: en Guandacol (km 3721) y Villa Unión (km 3766).
- Departamento Chilecito: en Sañogasta (km 3850), Nonogasta (km 3857) y Chilecito (km 3870-3874).
- Departamento Famatina: acceso a Famatina (km 3895) y Pituil (km 3944).
- Departamento San Blas de los Sauces: en San Blas de los Sauces (km 3990).

### Provincia de Catamarca

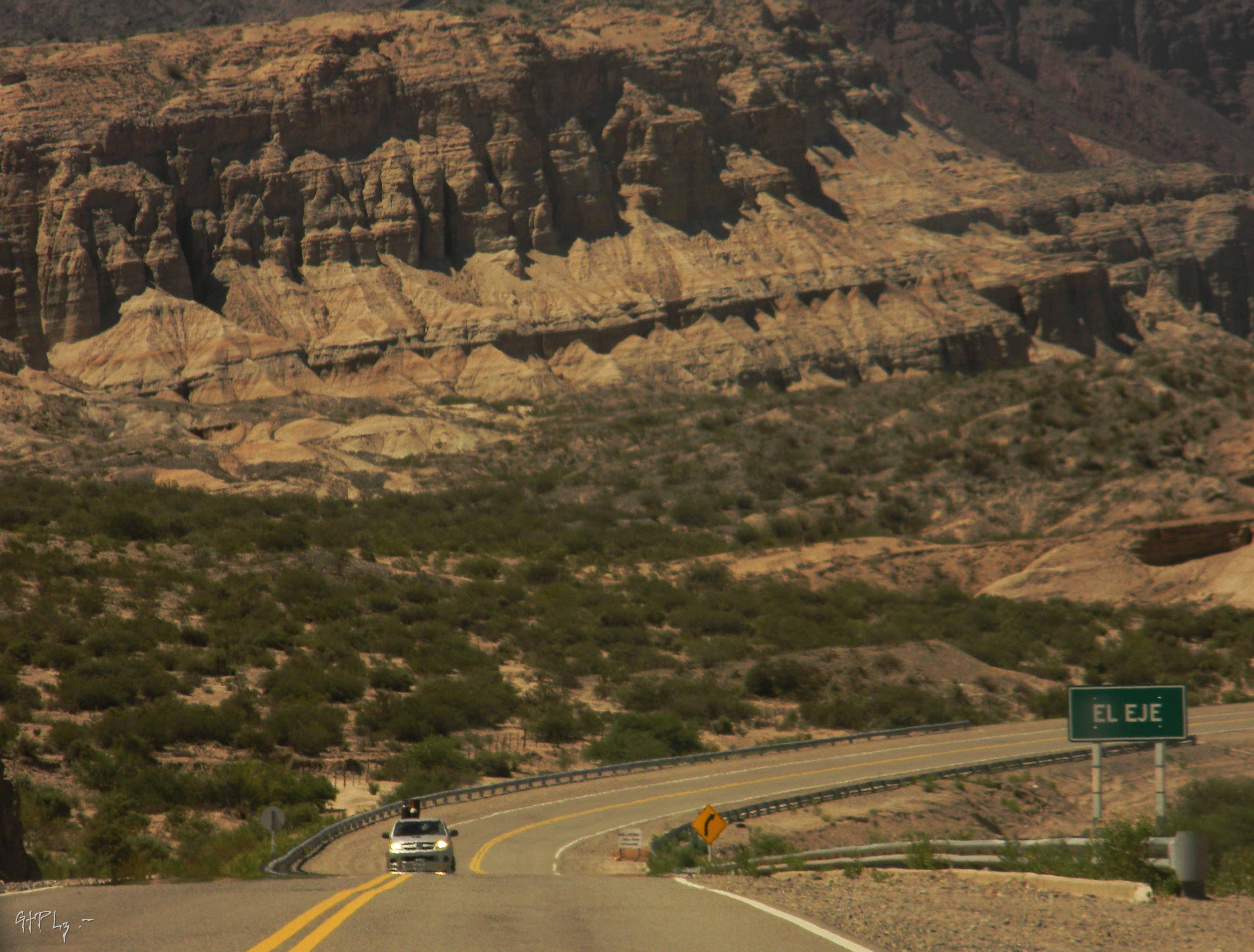
Ruta nacional 40 a la altura de El Eje, Provincia de Catamarca.

La ruta recorre el oeste de esta provincia en sentido sudoeste a noreste. A unos 70 km del límite con la Provincia de La Rioja se encuentra Londres, que es la primera población fundada en territorio catamarqueño y segunda en el país, en el año 1558. En las cercanías de Hualfín se encuentra la ruta provincial 43, que conduce a Antofagasta de la Sierra, punto de partida para excursiones en vehículos todo terreno por los salares del oeste provincial. En Punta de Balasto comienzan los Valles Calchaquíes. Luego de cruzar la ciudad de Santa María se encuentra el límite con la Provincia de Tucumán; el recorrido en Catamarca se encuentra completamente asfaltado.
Recorrido: 275 km (del km 4004 al 4279).
- Departamento Tinogasta: no hay poblaciones.
- Departamento Belén: Londres (km 4075) y Belén (km 4089-4092).
- Departamento Santa María: San José (km 4252), Loro Huasi (km 4258), Chañar Punco (km 4261) y Santa María (km 4264).

### Provincia de Tucumán

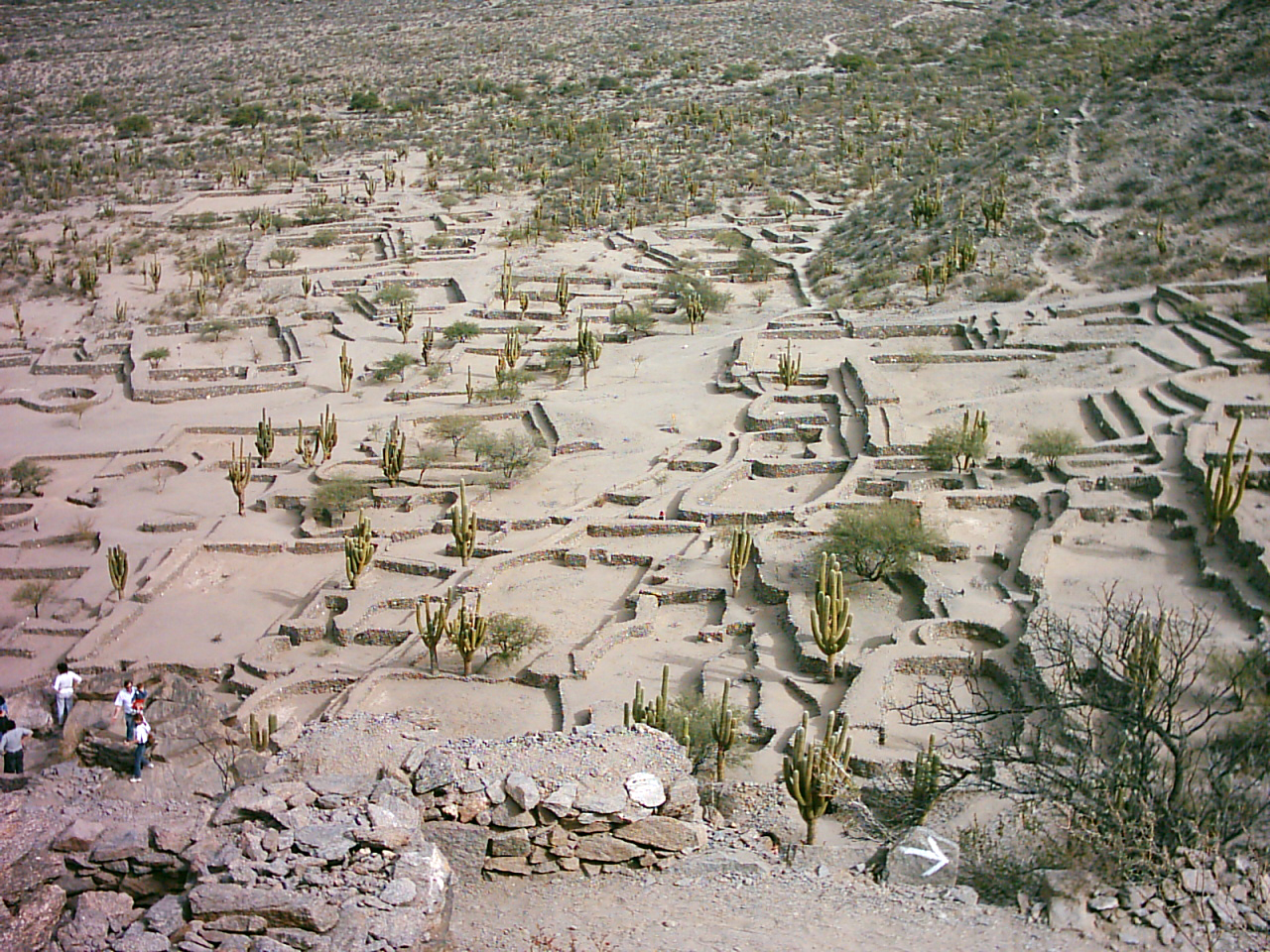
Complejo Arqueológico de Ruinas de Quilmes, en el tramo de la RN 40 en Tucumán a través de los Valles Calchaquíes a 1800 m s. n. m.

La ruta recorre el extremo noroccidental de esta provincia, en los Valles Calchaquíes. A 14 km al este de la ruta, por ruta provincial 357, se encuentra Amaicha del Valle. En este punto, se encuentra el empalme con la ruta provincial 307 que conduce a la localidad de Tafí del Valle.
Siguiendo hacia el norte por la ruta 40, a 4 km hacia el oeste se encuentran las Ruinas de Quilmes. Luego se atraviesa el pueblo de Colalao del Valle, desde donde puede accederse a la pequeña localidad de El Pichao, 8 km hacia el oeste. Unos 10 km más al norte finaliza el tramo tucumano de la Ruta Nacional 40.
Desde 2018, el recorrido en Tucumán se encuentra completamente asfaltado.
Recorrido: 37 km (del km 4279 al 4316).
- Departamento Tafí del Valle: acceso a Amaicha del Valle (km 4291), Colalao del Valle (km 4308).

### Provincia de Salta

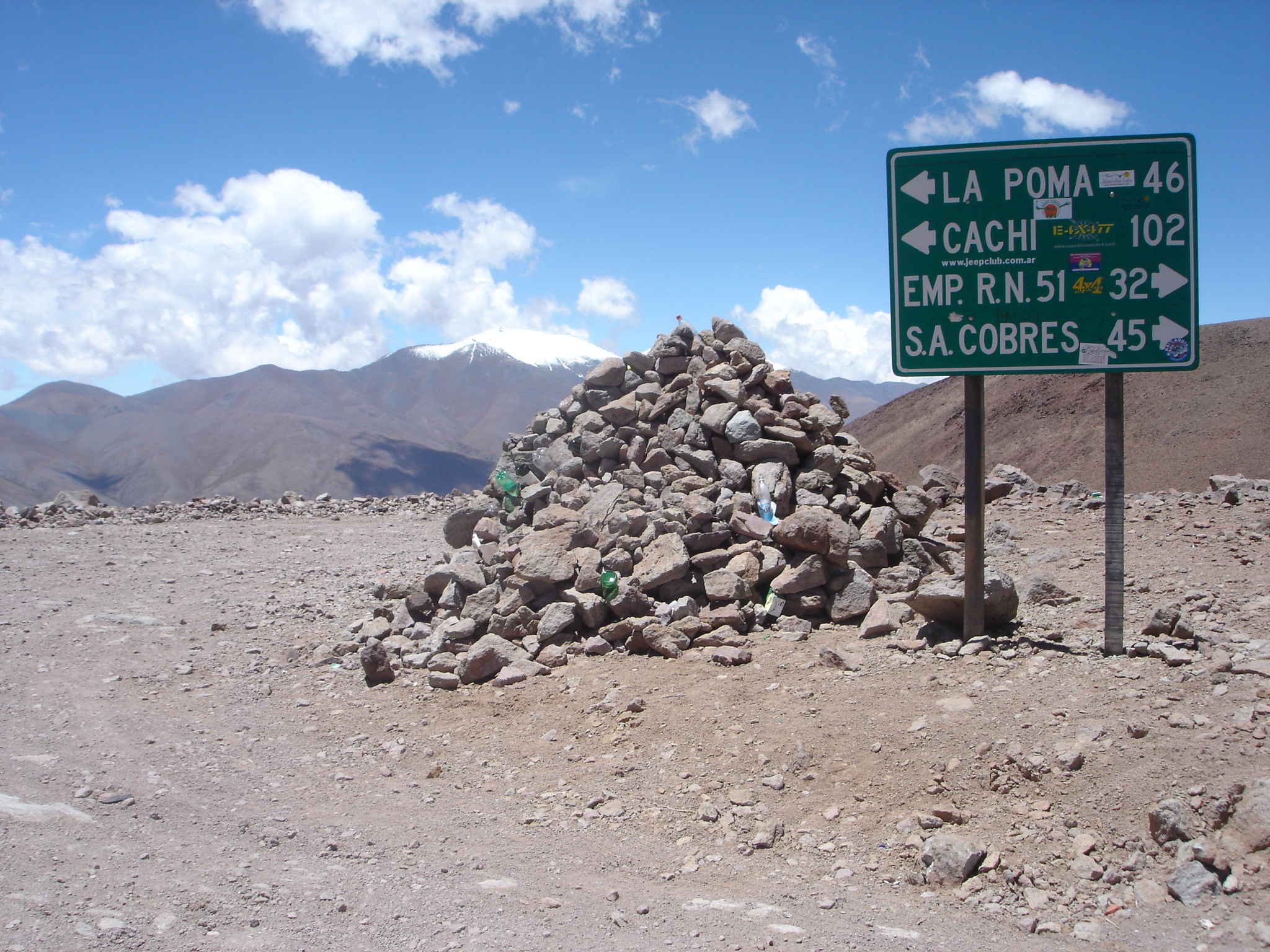
km 4601: Abra del Acay (5061), punto más elevado del recorrido de la RN40.

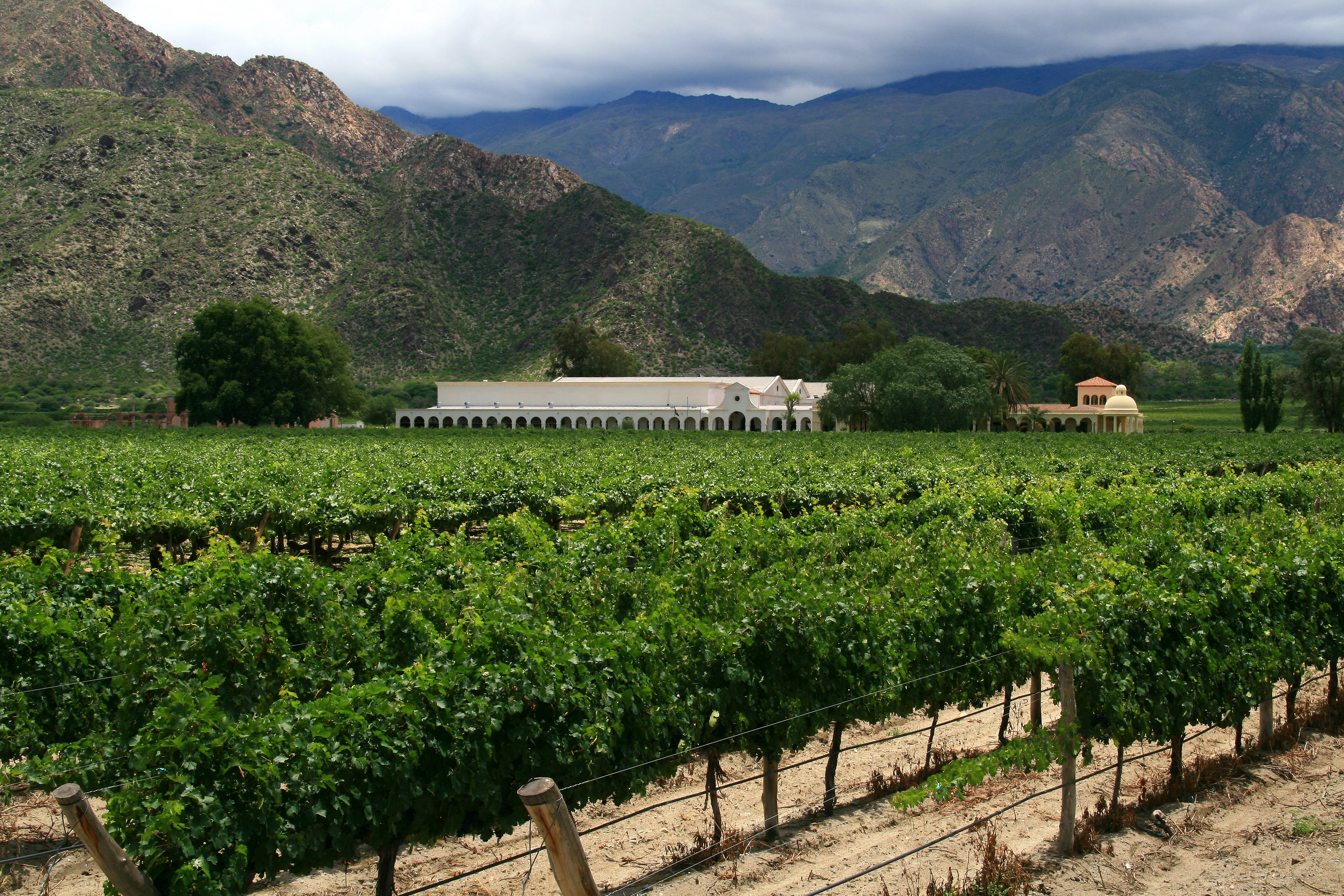
Viñedos en Cafayate

El camino sigue por los Valles Calchaquíes hasta Cafayate, donde se encuentra el empalme con la Ruta Nacional 68. Desde dicha ruta se pueden apreciar curiosas formas en las montañas que forman la Quebrada de las Conchas, como Los Castillos, El Obelisco, El Fraile y El Sapo. Continuándose por la Ruta del vino de Salta que superpone a la 40, los valles llegan hasta el pueblo de Cachi a 2280 m s. n. m. Más al norte la ruta comienza a ganar altura hasta llegar a su punto máximo en el km 4601 —abra del Acay—, a 5061 m s. n. m. (convirtiéndose la ruta más alta del Continente Americano), en una zona donde el camino consolidado posee poco mantenimiento, por lo que puede accederse y se recomienda hacerlo con vehículos todo terreno. Luego de bajar hacia la puna de Atacama se arriba a San Antonio de los Cobres, a 3775 m s. n. m., estación del Tren de las Nubes cerca de su final en el Viaducto la Polvorilla. La ruta pasa por debajo de esta construcción.
Por Ley 6808 de la Provincia de Salta promulgada el 28 de noviembre de 1995, la ruta atraviesa dos áreas naturales provinciales de preservación, recreación y turismo. Sus nombres son Monumento Natural del abra del Acay, desde el pueblo La Poma hasta el abra mencionada, y Monumento Natural de Angastaco, entre los accesos a Angastaco y a Santa Rosa.
Recorrido: 356 km (del km 4316 al 4672).
- Departamento Cafayate: Tolombón (km 4327) y Cafayate (km 4341-4344).
- Departamento San Carlos: Animaná (km 4352), San Carlos (km 4364), Quebrada de Las Flechas (km 4380), y acceso a Angastaco (km 4416).
- Departamento Molinos: Molinos (km 4459) y Seclantás (km 4470).
- Departamento Cachi: Cachi (km 4499) y Payogasta (km 4510).
- Departamento La Poma: La Poma (km 4555) y Abra del Acay (km 4601).
- Departamento Los Andes: San Antonio de los Cobres (km 4644) y viaducto La Polvorilla (km 4664).

### Provincia de Jujuy

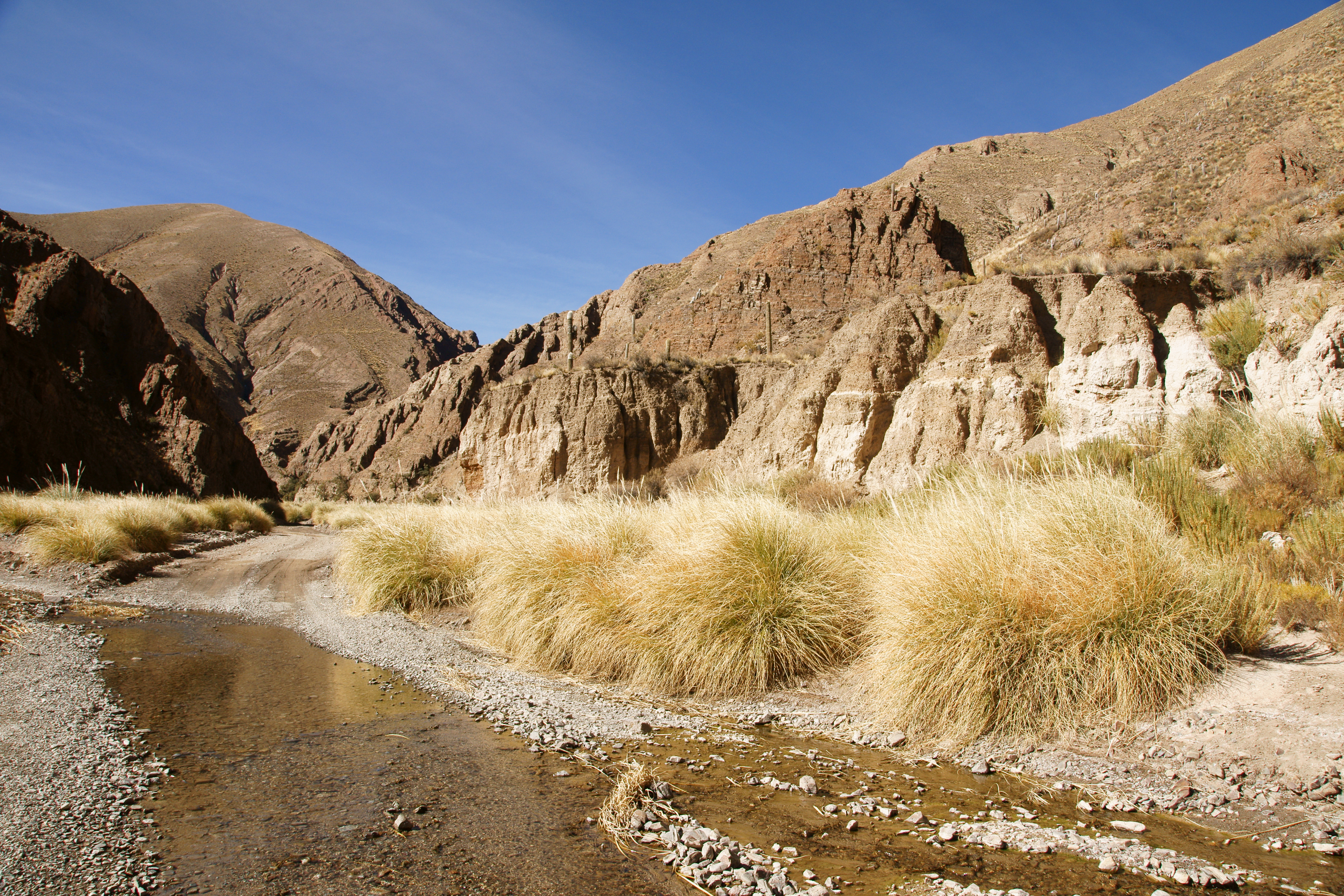
La RN 40 internándose por el Cañadón de Oros (Jujuy)

En esta provincia la ruta discurre por la Puna, que es una región árida y de gran altura, superando en todo su recorrido los 3000 m s. n. m. En esta zona hay muy pocas poblaciones, siendo la más importante la localidad de Susques, un pueblo muy antiguo que tiene la particularidad de ser la localidad con mayor altitud (3869 m s. n. m.) de la República Argentina accesible por camino pavimentado (la RN 52). Más al norte el camino pasa por la localidad más elevada del país: Mina Pirquitas, a 4271 m s. n. m. A pocos kilómetros de esta carretera se encuentra la localidad más septentrional de la República Argentina: Santa Catalina. El camino termina en la intersección con la Ruta Nacional 9 en La Quiaca que es la ciudad con más de 10 000 habitantes más elevada del país, a 3442 m s. n. m. El tránsito es muy escaso en esta provincia.
Recorrido: 550 km (del km 4672 al 5224).
- Departamento Susques: Sey (km 4704), Susques (km 4770) y Coranzulí (km 4856).
- Departamento Rinconada: Mina Pirquitas (km 4904), Orosmayo (km 4913) y Tiomayo.
- Departamento Santa Catalina: Paicone, Oratorio (km 5157), Puesto Chico (km 5175) y Cieneguillas (km 5186).
- Departamento Yavi: La Quiaca (km 5224).

## Historia
El 3 de septiembre de 1935 la Dirección Nacional de Vialidad difundió su primer esquema de numeración de rutas nacionales. Entre estos caminos se encontraba la ruta nacional 40, con un trazado diferente al actual, sobre todo al norte del país.

### Provincia de Santa Cruz

Recorrido de la Ruta Nacional 40 en la Provincia de Santa Cruz. El recorrido actual está marcado en rojo. En verde claro se indican las trazas antiguas junto con el año en que dejaron a pertenecer a la Ruta 40 y el número de ruta actual. En violeta claro se encuentra el desvío que debían realizar los vehículos cuando la ruta no estaba completa.

La construcción del camino comenzó el año 1935. En el año 1950 todo su recorrido en la Provincia de Santa Cruz estaba consolidado, por lo que era un camino de tránsito permanente, excepto el tramo entre el lago San Martín y el paraje Las Horquetas, que era de suelo natural.
Varios años después este camino desapareció por falta de mantenimiento, quedando cortado el camino entre la Estancia Cancha Rayada, frente al lago San Martín y la Estancia Tucu-Tucu. De esta manera los vehículos que circulaban por el oeste de la provincia, para ir hacia el norte, debían efectuar un desvío de 385 km yendo por la ruta nacional 288 hacia el este desde Tres Lagos hasta la Estancia La Julia, luego al norte por la ruta provincial 1301 (actual Ruta Provincial 27) hasta Gobernador Gregores y finalmente al noroeste por la ruta provincial 521 (actual ruta nacional 40) hasta el Hotel Las Horquetas.
En vez de construir el tramo cortado de la Ruta 40 por la Meseta Carbón en las cercanías del límite con Chile, el Gobierno Nacional decidió construirlo más al este, pasando por la costa oriental del lago Cardiel.
El Gobierno Nacional emitió el Decreto 1595 en el año 1979 por el que muchas rutas nacionales pasaban a jurisdicción provincial y viceversa, cambiando el recorrido de varias rutas nacionales, entre ellas la Ruta 40. El camino cortado anteriormente pasó a la provincia: el tramo norte, desde Las Horquetas hasta Tucu-Tucu se denomina actualmente Ruta Provincial 35, y el tramo sur, desde Tres Lagos hasta el lago San Martín es la Ruta Provincial 31. Más al sur, el tramo de 183 km entre la Ruta Nacional 3 en el paraje Güer Aike hasta el paraje El Cerrito es actualmente la Ruta Provincial 5. Por otra parte, algunas rutas provinciales pasaron a la Ruta 40: la Ruta Provincial 88 desde Chimen Aike hasta Punta Loyola, la Ruta Provincial secundaria 2730 desde El Cerrito hasta Tapí Aike y la Ruta Provincial 1707 desde Tapí Aike hasta Cancha Carrera. Finalmente la Ruta Nacional 293 se integró a la traza de la Ruta 40. La Dirección Nacional de Vialidad firmó el convenio de traspaso de rutas con su par santacruceña el 23 de julio de 1980. El congreso provincial ratificó este convenio mediante la Ley 2109 publicada en el Boletín Oficial el 14 de diciembre de 1989.

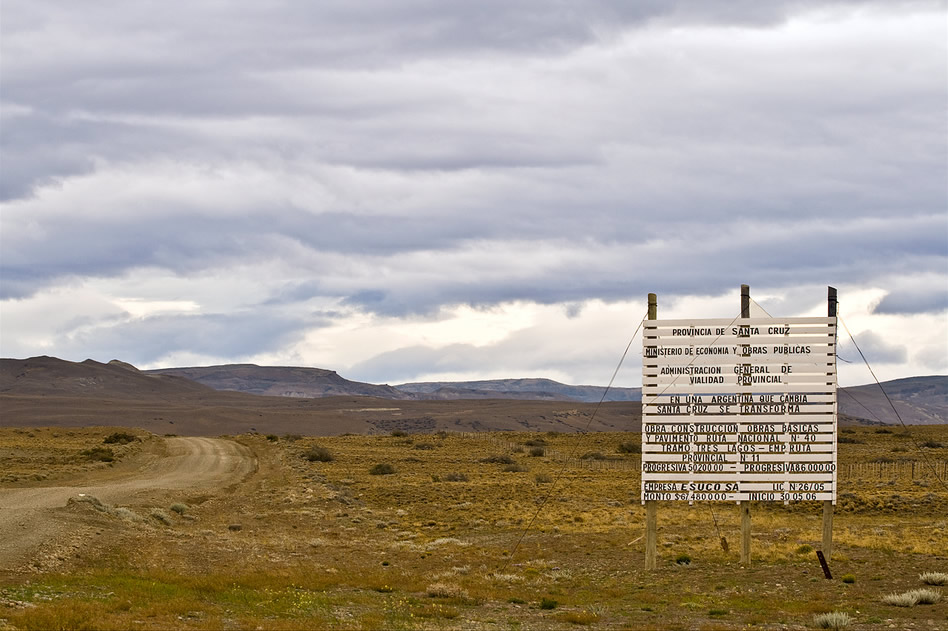
Cartel de la obra de pavimento en una de las secciones entre Tres Lagos y la ruta provincial 11

El 22 de noviembre de 1995 la Secretaría de Obras Públicas de la Nación firmó un convenio con el Gobierno de la Provincia de Santa Cruz por el que la Administración General de Vialidad Provincial pavimentaría antes del 1 de enero de 2002 el camino entre Destacamento Rospentek y Tres Lagos. El plazo previsto no se cumplió por falta de fondos. En el tramo de 40 km entre Cancha Carrera y Tapí Aike se realizó la obra básica y pavimento en un trazado nuevo, unos kilómetros al sur del camino original, entre el 27 de octubre de 2000 y el 31 de diciembre de 2004.
Para fomentar el desarrollo turístico de la región, a mediados de la década de 2000 se modificó la traza de la Ruta 40 para que pase por Gobernador Gregores. De esta manera, los entes viales intercambiaron la Ruta Nacional 40 por la ruta provincial 29 y además, el tramo entre Gobernador Gregores y el paraje Riera perteneciente hasta ese momento a la ruta provincial 25, se sumó a la Ruta 40.
El 25 de marzo de 2014 se inauguró un nuevo tramo pavimentado entre el Acceso Sur a la localidad de Gobernador Gregores y el lago Cardiel, completando 870 km pavimentados en la provincia de Santa Cruz. Para junio de 2022 quedaban aún 72 km de ruta sin pavimentar en la provincia.

### Provincia del Chubut

Recorrido de la ruta nacional 40 en la Provincia del Chubut. El recorrido actual está marcado en rojo. En verde claro se indican las trazas antiguas junto con el año en que dejaron a pertenecer a la ruta 40 y el número de ruta actual.

Con motivo de la pavimentación de la ruta entre la Ruta Provincial 15 en las cercanías de Leleque hasta el Arroyo Los Bandidos cerca de la Estación Nahuel Pan en la década de 1980, se modificó la traza hacia el oeste para evitar los nueve cruces de vía del ferrocarril conocido como Viejo Expreso Patagónico. La vieja traza de 72 km, conocida actualmente como Ruta Nacional 2S40, continúa siendo de ripio.
El 14 de abril de 2003 la Dirección Nacional de Vialidad cambió la denominación Ruta Nacional 258 por Ruta Nacional 40. La traza antigua que conduce a la localidad de El Maitén cambió su nombre a Ruta Nacional 1S40. Por otra parte, la Dirección Nacional de Vialidad y su par de la Provincia del Chubut firmaron un convenio el 7 de septiembre de 2004 por el que la Ruta Nacional 40 entre Río Mayo y Gobernador Costa (de ripio) pasaba a jurisdicción provincial, mientras que las rutas provinciales 20 y 22 pavimentadas entre los años 1972 y 1982 se integraban a la Ruta 40. Este convenio fue ratificado por Ley Provincial 5486 promulgada el 31 de mayo de 2006.

### Provincia de Río Negro

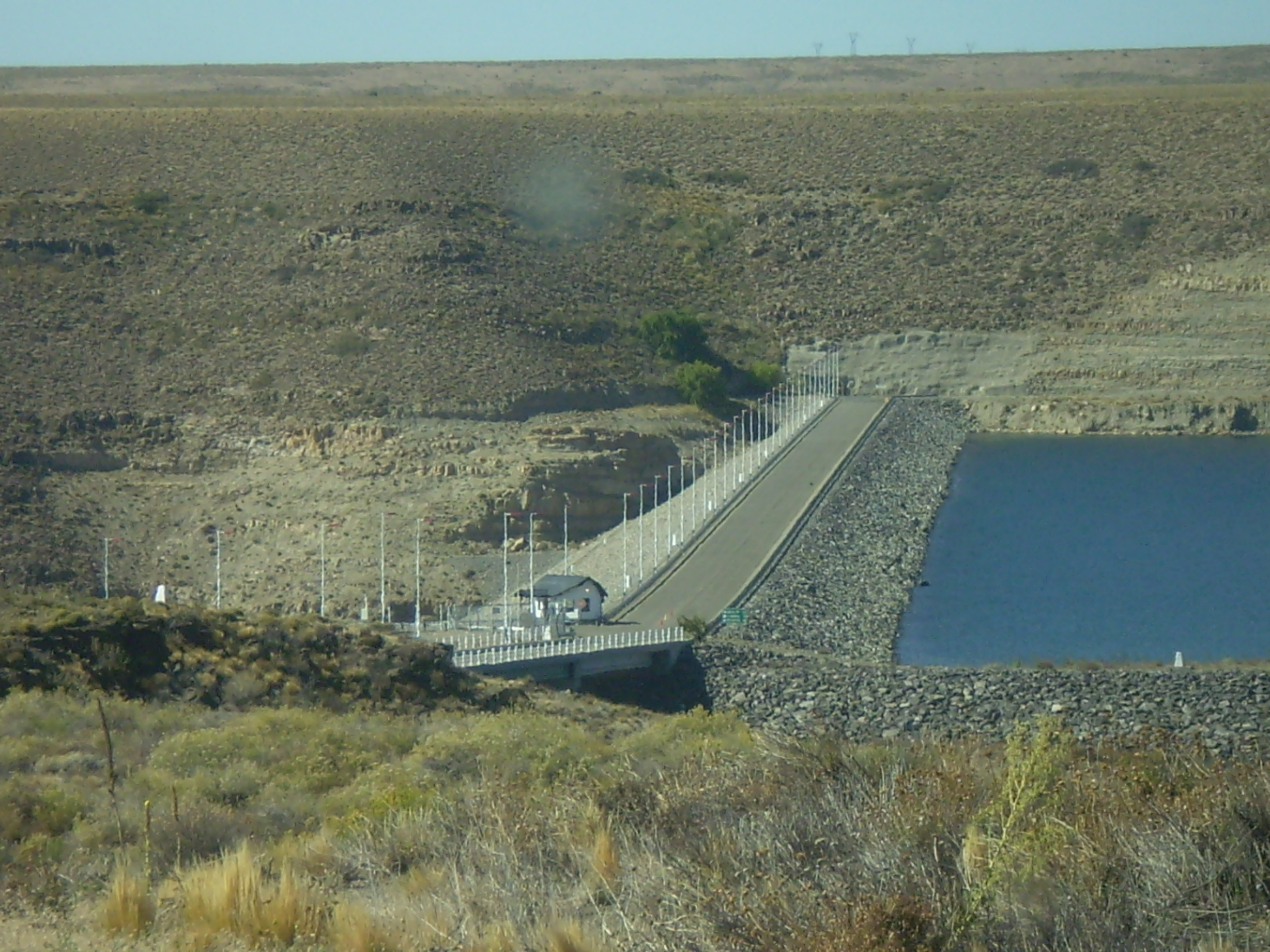
Paso de la antigua ruta nacional 40 por el río Limay en el dique Alicurá

El cruce del río Limay, límite natural con la provincia de Neuquén, se hacía en balsa por el paso Flores. Con la construcción del embalse de Alicurá, finalizado en 1985, la Ruta 40 pasaba por el coronamiento del dique.
El 14 de abril de 2003 la Dirección Nacional de Vialidad modificó el recorrido ubicándolo más al oeste, sobre las anteriores rutas nacionales 237 y 258 para que el camino pase por poblaciones turísticas rionegrinas tales como San Carlos de Bariloche y El Bolsón. De esta manera la Ruta 40 obtuvo 302 km de pavimento sin necesidad de realización de obras por parte del Estado Nacional. La denominación actual de la antigua traza es Ruta Nacional 1S40 y al año 2009 este recorrido de 279 km es de ripio.[cita requerida]

### Provincia del Neuquén
En esta provincia se pavimentó la ruta de sur a norte entre Zapala y la intersección con la ruta nacional 237. En este caso se utilizó una traza nueva al este del río Collón Curá. El camino antiguo, cuya denominación actual es ruta provincial 49, se encontraba al oeste de dicho río y lo cruzaba mediante un puente de madera que fue retirado.
El Decreto Nacional 1595 del año 1979 prescribió que se debían realizar varios cambios de jurisdicción de las rutas de la Nación a las provincias y viceversa. Entre ellas se encontraba la variante de la ruta que pasaba el río Neuquén por el paso Huitrin mediante una balsa. Este camino se denomina actualmente Ruta Provincial 9. Se conservó como Ruta 40 el camino más largo que pasaba por Chos Malal.
En el año 1986 la Dirección Nacional de Vialidad y su par neuquina firmaron un convenio por el que la Nación le transfería la Ruta 40 desde el paraje Bajada del Agrio hasta Zapala y la provincia le entregaba el camino desde el paraje mencionado hasta Las Lajas, en la intersección con la ruta nacional 22. El tramo entre Las Lajas y Zapala era parte de la ruta nacional 22 por lo que no fue objeto de transferencia. Además el ente provincial se comprometía a pavimentar la nueva traza de la Ruta 40 desde Las Lajas hacia el norte hasta Pampa del Salado. Este convenio fue ratificado por Ley Provincial 1738 publicada en el Boletín Oficial el 26 de febrero de 1988. La obra de 53 km se ejecutó entre el 22 de febrero de 1988 y el 22 de noviembre de 1993.
En el año 1992 los entes viales de la Nación y de las provincias de Neuquén y Mendoza firmaron un acuerdo por el que las provincias debían pavimentar el tramo de 220 km desde Chos Malal hasta el final del pavimento en Mendoza. El gobierno de Neuquén finalizó la obra de 145 km hasta el límite interprovincial en 1996.
El 12 de octubre de 2012, la Dirección Nacional de Vialidad modificó el recorrido ubicándolo más al oeste, sobre las anteriores rutas nacionales 231 y 234 para que el camino pase por poblaciones turísticas neuquinas tales como Villa La Angostura, San Martín de los Andes, y Junín de los Andes, además de sumar a su traza al turístico Camino de los Siete Lagos. A raíz de esto, se modificaron las trazas de las rutas 237 y 234.

### Provincia de Mendoza

Recorrido de la Ruta Nacional 40 en la provincia de Mendoza. El recorrido actual está marcado en rojo. En verde claro se indican las trazas antiguas junto con el año en que dejaron a pertenecer a la Ruta 40 y el número de ruta actual.

Inicialmente debido a la gran extensión de la carretera, se dividió ese camino en Ruta 40 Norte y Ruta 40 Sur, ubicándose el kilómetro 0 de ambas rutas en la esquina de la avenida San Martín y la calle Garibaldi de la Ciudad de Mendoza. Con la construcción del acceso sur y del acceso norte a dicha ciudad en la década de 1970 el kilómetro 0 debió mudarse más al este, en la intersección con la Ruta Nacional 7. El 24 de noviembre de 2004 la Dirección Nacional de Vialidad dictó la Resolución 1748/04, que cambió los mojones kilométricos para poner el cero en el extremo sur del recorrido, en Cabo Vírgenes, Provincia de Santa Cruz.
El pavimento entre la Ciudad de Mendoza y el límite con la Provincia de San Juan data de 1950.
En el primer esquema de numeración de rutas nacionales la traza de la Ruta Nacional 40 se desviaba al noreste en El Sosneado hasta llegar a San Rafael y luego al noroeste hasta Pareditas. Con la construcción del camino de tierra entre El Sosneado y Pareditas en 1948 se cambió la traza de la Ruta 40, con lo que se modificó la nomenclatura del camino entre El Sosneado y San Rafael a Ruta Nacional 144 y entre San Rafael y Pareditas a Ruta Nacional 143.
Para facilitar el acceso al Paso Internacional Pehuenche, en el sudoeste de la provincia, el organismo vial comenzó a pavimentar el camino entre San Rafael y Malargüe en 1961. Para el año 1966 dicha obra estaba concluida. En 1969 el pavimento llegaba a Bardas Blancas en la intersección con la Ruta Provincial 224 que conducía a Chile por el paso mencionado. Un par de años después estaba pavimentada la variante El Choique, que era una traza diferente a la original, más al este, cerca del límite con Neuquén. De esta manera casi todo el sur de la provincia de Mendoza contaba con pavimento en esta época. La falta de mantenimiento en años posteriores tornó esta carretera en un camino casi intransitable. El camino que estaba al oeste de la variante El Choique pasó a jurisdicción provincial mediante el Decreto Nacional 1595 del año 1979. La denominación actual es ruta provincial 221.
En 1950 se construyó una variante de la RN 40 Sur llamada posteriormente Ruta 1S40 como camino de ripio entre Pareditas y el río Diamante. Al sur del río había una huella: la Ruta Provincial 182. Este camino pasó a la Nación mediante el decreto mencionado, así como también indicaba que la vieja Ruta 40 entre Pareditas y El Sosneado pasara a jurisdicción provincial. La Dirección Provincial de Vialidad modificó la denominación de este camino a ruta provincial 101. Además, el sector occidental de la RN 144 se integró a la Ruta 40. La carretera pasa por el coronamiento del gique Agua de Toro sobre el río Diamante inaugurado en 1982. El nuevo camino sigue sin pavimentar, por lo que el tráfico se desvía por ruta nacional 143 y ruta nacional 144, pasando por la ciudad de San Rafael.
En 1977 se construyó el Acceso Sur a la Ciudad de Mendoza, que es una autopista que une esta ciudad con Luján de Cuyo. El 31 de mayo de 2000 la Dirección Nacional de Vialidad y su par mendocina firmaron un acuerdo para que esta última continuara la autopista hacia el sur hasta Ugarteche. Hasta el año 2008 se habilitaron dos secciones: desde Luján de Cuyo hasta el empalme con la Ruta Nacional 7 construido entre 2001 y 2003 y desde el empalme citado hasta Ugarteche construido entre 2005 y 2007.
El 9 de mayo de 2008 el gobernador de la Provincia de Mendoza y el administrador de la Dirección Nacional de Vialidad firmaron un convenio por el que la Ruta Provincial 101 volvió a jurisdicción nacional para integrarla nuevamente a la Ruta Nacional 40. Este convenio fue ratificado por Ley Provincial N° 8020. En el momento de la transferencia, este camino sólo era transitable por vehículos 4x4.

### Provincia de San Juan

Recorrido de la Ruta Nacional 40 en las provincias de San Juan y La Rioja. El recorrido actual está marcado en rojo. En verde claro se indican las trazas antiguas junto con el año en que dejaron a pertenecer a la Ruta 40 y el número de ruta actual.

La traza original de la RN 40 en esta provincia pasaba por la Ciudad de San Juan y más al norte por San José de Jáchal, luego giraba al noreste hasta la localidad de Huaco y finalmente hacia el norte hasta el límite con la Provincia de La Rioja.
En 1970 el gobierno provincial construyó una ruta de ripio comenzando en la RN 40 unos km al sur de Jáchal hacia el este hasta el paraje Punta del Agua. Mediante el Decreto Nacional 1595 del año 1979 este camino pasó a jurisdicción nacional, mientras que la provincia recibió la antigua traza de la Ruta 40 correspondiendo a las rutas provinciales actuales 456 y 491. La obra para pavimentar este nuevo tramo de 41 km de la RN 40 se realizó entre el 15 de agosto de 1996 y el 30 de abril de 1998.

### Provincia de La Rioja
El recorrido original de la Ruta Nacional 40 se extendía al oeste de la traza actual al norte de la Provincia de La Rioja y al sur de la Provincia de Catamarca, por los pueblos de Famatina, Tinogasta y a través de la Cuesta de Zapata, se llegaba a Londres, empalmando con la actual traza de la ruta mencionada.
A través del Decreto Nacional 1595 del año 1979 las provincias de La Rioja y Catamarca intercambiaron caminos con la Nación, por lo que la actual traza de la ruta nacional 40 corresponde a las antiguas ruta provincial 11 de La Rioja y ruta provincial 3 de Catamarca. Asimismo se les puso la misma denominación a las nuevas rutas provinciales correspondientes a la vieja traza de la RN 40.
La Dirección Nacional de Vialidad y su par de la Provincia de La Rioja firmaron un convenio el 21 de marzo de 1997 por el que la ruta provincial 11 regresaba nuevamente a jurisdicción nacional. Este convenio fue refrendado por la Ley Provincial 7988 en 2006. De esta manera se cambió la denominación a ruta nacional 78.
El último tramo a pavimentar de la RN 40 en esta provincia era el de 51 km entre el paraje Las Tucumanesas y el pueblo Sañogasta, atravesando la Sierra de Sañogasta en la Cuesta de Miranda. La obra comenzó el 1 de noviembre de 1996 con un plazo de 30 meses, pero luego de realizarse sólo el 40 % los trabajos se paralizaron en el año 2000, reanudándose la obra el 8 de enero de 2007.

### Provincia de Catamarca

Recorrido de la Ruta Nacional 40 en las provincias de Catamarca y Tucumán. El recorrido actual está marcado en rojo. En verde claro se indican las trazas antiguas junto con el año en que dejaron a pertenecer a la Ruta 40 y el número de ruta actual.

En el año 1978 se habilitó el acceso al pueblo de Antofagasta de la Sierra [cita requerida]desde la localidad de Hualfín, situado en la Ruta 40 por camino consolidado denominado en esa época Ruta Nacional 53, lo que incrementó el exiguo tránsito que existía en esa época. Anteriormente sólo se podía acceder a Antofagasta de la Sierra desde la provincia de Salta.
Al sur de esta provincia de la ruta pasaba por Tinogasta y luego cruzaba la Sierra de Zapata por la cuesta del mismo nombre hasta alcanzar el pueblo de Londres. Este complicado camino motivó el cambio de traza más al este en el año 1979, bordeando el extremo norte de la Sierra de Velasco en la Provincia de La Rioja, y luego pasando al este de las sierras de Vinquis y Zapata. Luego de pasar a jurisdicción provincial, el camino que pasaba por la Cuesta de Zapata dejó de tener mantenimiento permanente, convirtiéndose en la década de 2000 en un recorrido casi intransitable.
Entre 1997 y 2000 se pavimentó el tramo de 76 km desde el río Las Cuevas hasta Palo Seco, en las cercanías del pueblo Puerta de San José, mientras que entre 2006 y 2008 se pavimentó el tramo de 38 km entre el río Agua Clara, unos kilómetros al norte de Belén, y el paraje El Eje, cerca de Hualfín. Con la pavimentación del tramo entre Quilmes (Tucumán) y Las Mojarras (Catamarca), se completó el asfalto en todo el recorrido de la ruta en las provincias de Tucumán y Catamarca.

### Provincia de Tucumán
Esta es la única provincia en la que no hubo cambios de traza.
En abril de 2010 comenzaron los trabajos para pavimentar el tramo no asfaltado. Se trata de 12 km desde el límite con Catamarca.
Con la pavimentación de ese tramo, entre Quilmes (Tucumán) y Las Mojarras (Catamarca), se completó el asfalto en todo el recorrido de la ruta en las provincias de Tucumán y Catamarca.[cita requerida]
Los 25 km restantes, hasta el límite con Salta, presentan un buen pavimento atravesando la zona de las Ruinas de Quilmes y Colalao del Valle.

### Provincia de Salta

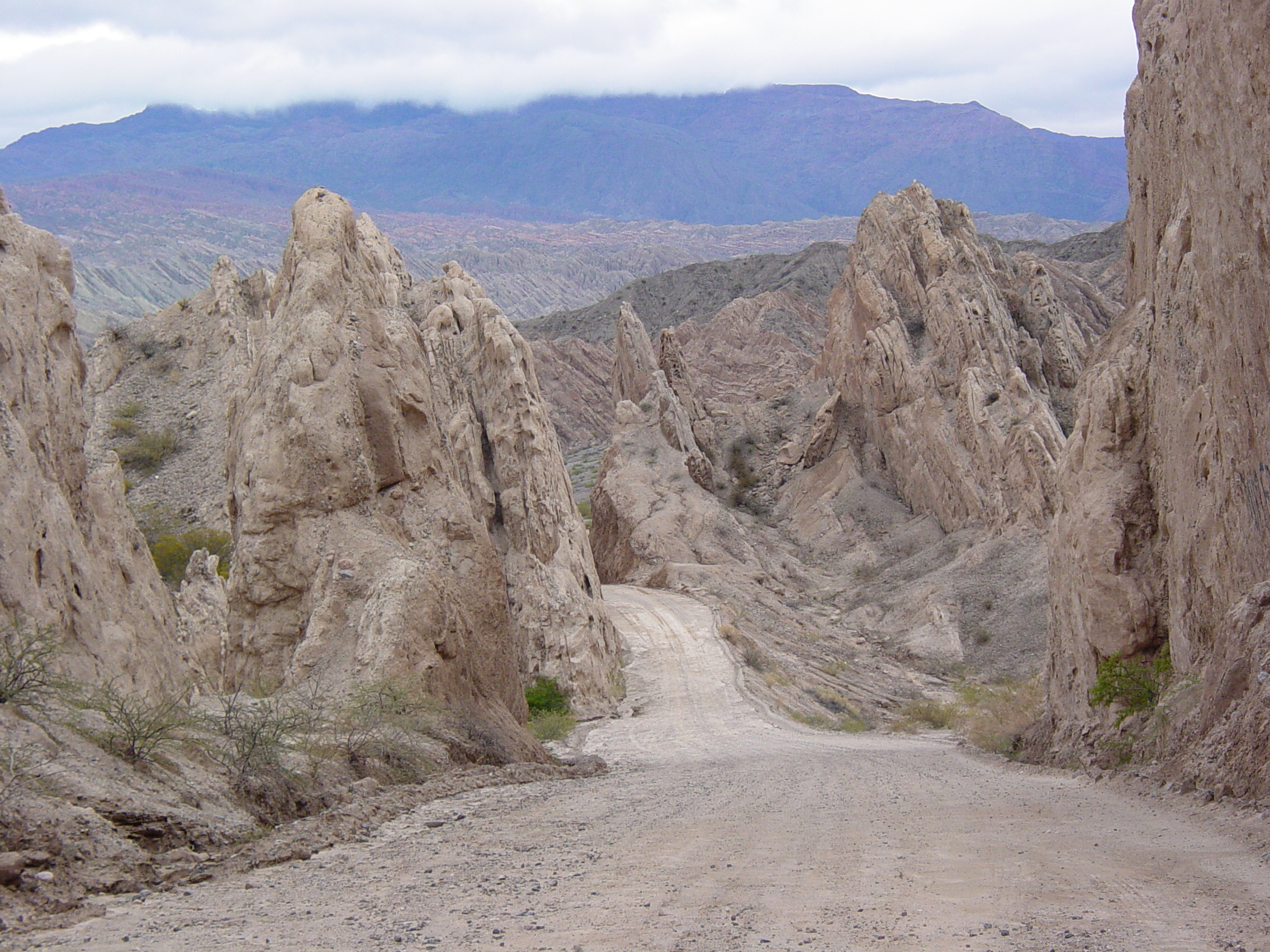
Vista de la ruta atravesando la Quebrada de las Flechas en la provincia de Salta

En el plan original de numeración de rutas nacionales del año 1935, la Ruta 40 giraba hacia el noreste y luego hacia el norte por la Quebrada de las Conchas hasta llegar a la Ciudad de Salta, luego continuaba hacia el oeste por la Quebrada del Toro hasta alcanzar la altura máxima en el abra de Muñano. Luego de descender hasta la localidad de San Antonio de los Cobres, continuaba rumbo a la frontera con Chile, alcanzando el Paso de Huaytiquina. Con el cambio parcial de numeración de rutas nacionales del año 1943, este camino viejo pasó a la ruta nacional 68 entre Cafayate y La Viña, la ruta nacional 9 entre esta localidad y la capital provincial y la Ruta Nacional 51 el resto del recorrido. En 1980 el segundo tramo pasó a formar parte de la Ruta 68.
El nuevo recorrido de la Ruta 40 se hizo siguiendo el curso del río Calchaquí, utilizando al norte de Cachi la traza de la ruta nacional 59, que en ese momento era un sendero sólo apto para tracción a sangre. Luego de tres años de construcción, el 8 de julio de 1960 se habilitó al tránsito vehicular a través del abra del Acay.
Actualmente el recorrido de la ruta nacional 40 de sur a norte llega al pueblo de San Antonio de Los Cobres, pero desde allí y hasta el límite Salta - Jujuy, en el paraje conocido como Volcán Tuzgle en la puna jujeña, el trazado no quedó definido. Vale decir que la huella minera que transcurre por debajo del famoso Viaducto La Polvorilla que se la usa para conectar el paraje antes mencionado, no sería parte del trazado oficial de la Ruta Nacional 40 aunque es la única forma actualmente de vinclular San Antonio de Los Cobres con el límite Salta-Jujuy donde si está la cartelería de la Ruta Nacional 40 instalados por la provincia de Jujuy.

### Provincia de Jujuy

Recorrido de la Ruta Nacional 40 en las provincias de Salta y Jujuy. El recorrido actual está marcado en rojo. En verde claro se indican las trazas antiguas junto con el año en que dejaron a pertenecer a la Ruta 40 y el número de ruta actual.

Luego del cambio de traza efectuado en la Ruta 40 en el año 1943, desde el pueblo salteño de San Antonio de los Cobres el camino debía seguir hacia el norte pasando por la localidad de Cobres, y luego entrar a la Provincia de Jujuy por el Abra de los Cobres, continuando por Susques y Coranzulí. Luego de abrir ese camino, el ente vial nacional decidió realizar una variante más al este bordeando el sur y el este de las Salinas Grandes sin pasar por ninguna localidad hasta arribar al enlace con la Ruta Nacional 9 en las cercanías de Abra Pampa. Estos dos caminos ya existían en 1962.
El Decreto Nacional 1595 del año 1979 prescribió entre otros cambios de rutas, que la traza antigua de la Ruta Nacional 40 debía pasar a jurisdicción provincial. Luego de firmados los convenios de traspaso al año siguiente, la nomenclatura de este camino se modificó a Ruta Provincial 38 en la Provincia de Salta y a Ruta Provincial 74a y 74 en la Provincia de Jujuy.
Por pedido de la Secretaría de Turismo, en el año 2004 la Ruta Nacional 40 se extendió de Abra Pampa hasta La Quiaca, en superposición con la Ruta Nacional 9.
El 20 de mayo de 2005 la Dirección Nacional de Vialidad y su par jujeña firmaron un convenio por el que se traspasaron tramos de las rutas provinciales 85, 70, 74, 7, 64, 65 y 5 a la Nación para construir el llamado «corredor minero», que es la nueva traza de la Ruta Nacional 40 más hacia el oeste de la provincia. Este convenio fue refrendado el año siguiente por Ley Provincial 5520. En la misma época los 135 km de la ruta 40 dentro de territorio jujeño pasaron a jurisdicción provincial, cambiando su nomenclatura a Ruta Provincial 79. En la provincia de Salta el Estado Nacional retuvo la carretera. De esta manera en 2007 se le cambió la denominación del camino de 60 km entre San Antonio de los Cobres y el límite interprovincial Salta-Jujuy a Ruta Nacional 1V40.
A fines del año 2008 se ejecutó un estudio para la modificación de la traza en esta provincia desde el límite con Salta hasta Ciénaga del Paicone para pavimentarla. En la licitación se instruyó a la consultora «... mantener en lo posible la traza existente de la R.N. 40, excepto en el paso por San Antonio de los Cobres, que deberá plantear una variante y desde allí al límite interprovincial Salta-Jujuy...». Esto provocó un conflicto entre ambas provincias por la traza al sur del pueblo de Susques, ya que la provincia de Salta solicitó que la Ruta Nacional 40 se superponga a la Ruta Nacional 51 hasta la Ruta Provincial 74 y de allí al norte hacia la localidad mencionada, para acercar el camino pavimentado al Paso Internacional de Sico y así promover el oeste de la provincia. Esto frenó la posibilidad de pavimentar la ruta 40 en esta zona de Salta y Jujuy.

## Tránsito
El tránsito en esta carretera es muy reducido, con menos de 1000 vehículos por día en promedio, excepto en dos tramos: el camino turístico entre El Bolsón y San Carlos de Bariloche, en la Provincia de Río Negro, y entre Pareditas, en la Provincia de Mendoza y la Ciudad de San Juan. La localidad de Pareditas es paso obligado para el traslado de vehículos entre las ciudades de Mendoza y San Rafael.
Exceptuando los tramos mencionados, la circulación es estacional, ya que en vastas zonas de la Patagonia la carretera se interrumpe por nieve durante la temporada invernal, en los meses de julio a septiembre. Los ríos que atraviesan la ruta en el norte del país sufren grandes crecientes en los meses de verano, interrumpiendo la carretera en las zonas donde no hay puentes construidos.

## Producto turístico
La Secretaría de Turismo de la Nación Argentina impulsó el desarrollo de esta carretera para fomentar el turismo nacional e internacional en el oeste argentino. Entre otras medidas, en el año 2004 le solicitó a la Dirección Nacional de Vialidad que modifique la nomenclatura y los mojones kilométricos de esta ruta para unificar las carreteras conocidas como Ruta 40 Norte y Ruta 40 Sur, que se desarrollaban al norte y al sur de la ciudad de Mendoza, respectivamente. El año siguiente registró un dominio de Internet propio para publicar información turística en español e inglés acerca de las regiones por donde discurre esta ruta. Conjuntamente con el sitio web, el 31 de agosto de 2005 la Secretaría de Turismo presentó el CD interactivo titulado Ruta Nacional 40: la Argentina invita, 5000 km para descubrir.
Durante los días 2 y 3 de octubre de 2008 se realizó en la ciudad de San Rafael, en la provincia de Mendoza, el Primer Seminario de la Ruta Nacional 40, con la presencia de autoridades de la Secretaría de Turismo, de la Dirección Nacional de Vialidad y el gobernador de la Provincia de Mendoza, entre otros. Allí se realizaron diversas exposiciones sobre las obras a realizar en la carretera y los puntos turísticos que existen a la vera de la ruta.

## Circuito deportivo
Desde 2010 a lo largo de la ruta se realiza anualmente la competencia de rally Desafío Ruta 40, la fecha más importante del Campeonato Argentino de Rally Cross Country,
Desde el 17 de agosto de 2015 hasta el 2 de diciembre de 2015, el ultramaratonista Rodolfo Rossi, a sus 40 años, corrió a pie la Ruta 40, desde La Quiaca a Cabo Vírgenes, en 107 días, promediando 50 km diarios. Continuó su marcha por Ruta 3, ya en Tierra del Fuego, desde el 3 de diciembre para llegar a Ushuaia el 8 de diciembre, logrando unir la Argentina de norte a sur, en su totalidad, corriendo. Fue el primer hombre en la historia en hacerlo. Lo acompañó un equipo de apoyo de siete personas, y miles de personas se acercaron a él corriendo algunos tramos a lo largo del trayecto.

## Cultura popular
En 1998 el escritor y viajero Español Enric Soler i Raspall publicó Per la ruta 40: a través de la Patagònia de Bruce Chatwin (Por la ruta 40: a través de la Patagonia de Bruce Chatwin) relatando su viaje siguiendo, 22 años después, los pasos del escritor Bruce Chatwin relatados en su libro En la Patagonia.
En la película Diarios de motocicleta estrenada en el año 2004 basada en los diarios de viaje del Che Guevara y Alberto Granado se muestran varios tramos de esta carretera. En el año 2006 la banda argentina de hard rock llamada La Renga compuso una canción denominada «Ruta 40», que está incluida dentro del álbum Truenotierra, lanzado el 13 de diciembre de 2006.
En el año 2011 se estrenó una serie documental cordobesa llamada "La 40", dirigida por Pepe Tobal, y que recorre toda la ruta desde La Quiaca a Cabo Vírgenes, en un colectivo Mercedes Benz 1114, modelo 1961, con un grupo de músicos itinerantes.